# ドラえもんのひみつ道具 (2005年のテレビアニメ)
新しいひみつ道具が出た場合は、随時追記していきます。
「ドラえもんのひみつ道具 (2005年のテレビアニメ)」では、2005年4月より放送中のテレビアニメ『ドラえもん』に登場するひみつ道具を列挙する。
なお、藤子・F・不二雄の原作漫画『ドラえもん』にも登場する道具はここでは省く。原作にも登場し、原作と本作とで名称が異なる道具については、その都度説明する。

## 道具名の表記法
本作では道具の登場時に、道具の名称（道具名）をテロップに出すことがしばしばあるため、おもにその表記を道具名とする。道具名の表記の出典については、作中にて道具名がテロップで出るときはこれを省く。
テロップが出ないときはその都度表記の出典を記す。作中のテロップ、公式サイト（テレビアニメ第2作2期）掲載の「ひみつ道具カタログ」、公式サイト掲載のあらすじなどの文書、および字幕放送のそれぞれにおいて表記が統一されていない場合は、そのそれぞれの文書、および原作あるいは原案となった漫画作品を参考にし、総合的に判断する。
字幕放送の内容については、これを視聴できる環境が全国的に整っているとはいえず、またDVDには字幕放送のデータが収録されないため、検証可能性の観点から参考程度に使用する。

## 会いたいヒト回転寿司
会いたいヒト回転寿司（あいたいヒトかいてんずし）は、「会いたいヒト回転寿司」（2014年2月28日放送）に登場する。
回転寿司を模した道具。前にあるマイクに、会いたい人の情報を言うと、その人が左の幕から流れてくる。名前のみなどの場合、同じ名前の人がたくさん流れてきてしまう。流れてきた人は、レーンから出ることはできない。全部で11回使用できる。取り消すこともできるが、カウントは戻らない。呼ばれた人はどんな状態でも、今いた場所から消えて流れてくる（入浴中だった場合、浴槽ごと流れてくる）。

## あい棒
あい棒（あいボウ）は「あい棒」（2018年11月9日放送）に登場する。
この棒を長く伸ばして赤側を前にし、二人で両端を肩に担ぎながら、青側を持つ人がいっしょにやりたいことを言うと、二人は相棒になる。

## 亜空間ゴーグル
亜空間ゴーグル（あくうかんゴーグル）は「水道ジュース変換アダプター」（2020年8月15日放送）に登場する。
装着している間だけ、亜空間パイプを見たり触ったり出来るようにするゴーグル。

## 亜空間パイプ
亜空間パイプ（あくうかんパイプ）は「水道ジュース変換アダプター」（2020年8月15日放送）に登場する。
カベなどを透過するため障害物を気にせず、好きなようにつなぐことのできる水道管。亜空間ゴーグルをつけている時だけ、見えたり触ったりできる。本物のパイプと同じく、水圧が足りないと、水が出て来なかったり、ウォーターハンマーという現象が起こる場合もある。

## アクション連動マット
アクション連動マット（アクションれんどうマット）は、「文房具ブレイキン」（2024年7月27日放送）に登場する。

## アゲタイ
アゲタイは、「ぼくのすべてをアゲタイ」（2011年8月26日放送）に登場する。
ネクタイ状の道具。これを結ぶと、自分の所有物をなんでもあげたくなる。効果を取り消すには、アゲタイを外すしかない。

## 味見スプーン
味見スプーン（あじみスプーン）は、「味見スプーン」（2013年10月25日放送）に登場する。
スプーンを模した道具。これを食べ物の写真につけると、その食べ物をすくい取り食べることができる。ただし、味見なので食べられるのは1回だけで、量も一口。しかし、別の味見スプーンを使用すればその料理を再び味わえるし、使用したスプーンは他の写真にも使用できる。

## アセッカキン
アセッカキンは、「アセッカキン」（2018年6月29日放送）に登場する。
バンダナを模した道具。額につけて働いて汗をかくと、たまった汗の量に見合うものが手に入る。汗のたまり具合はメーターで示され、汗がたまればメーターが赤くなり、欲しいものを出せば減り、働いて汗をかけば再び赤くなる。汗がたまった後に欲しいものを口にすればでてくる。また、働いてかいた汗しかたまらず、それ以外の方法でかいた汗はたまらない。
この道具はスネ夫役の関智一が考案したもの。

## あちこち収納カメラ
あちこち収納カメラは、「カメラで席替え大作戦」（2024年6月29日放送）に登場する。
このカメラで写真を撮ると、写っているものを写真上で自由に動かすことができる。その後、写真をふれば、現物も同じように瞬間移動するため、かたづけや収納に便利。

## あつまれホイッスル
あつまれホイッスルは、「似たもの! あつまれホイッスル」（2021年3月13日放送）に登場する。
ピンク色のホイッスル。「〇〇の好きな人集まれ!」と言ってこのホイッスルを吹くと、特定の人物がホイッスルを吹いた者の元に集まって来る。ホイッスルの音が聞こえる範囲内に限られており、特定の内容を言わない限り、老若男女問わず集まってくる。

## アニマループ
アニマループは、「お願い!アニマループ」（2022年8月20日放送）に登場する。

## あの人は居間
あの人は居間（あのひとはいま）は、「あの人は居間」（2007年5月18日放送）に登場する。
襖の戸を模した道具。戸の前で会いたい人の名前、または会いたい人についての詳しい状況を述べ、戸を開けると、中の異次元空間（宇宙空間のような場所）で会うことができる。しかし、相手の都合までは配慮されていない。主に音信不通になった人にどうしても会いたいときに使う。複数を呼んだ場合、人数によっては襖が膨れてしまう。取り消す場合は「今いません」と言えば治まる。
この道具はもともと、テレビアニメ第2作2期におけるアイディア募集企画「史上最大のひみつ道具コンテスト」のテレビ部門最優秀賞、および総合最優秀賞であったアイディアで、2006年12月31日の大晦日スペシャルにてアイディア紹介用の数秒のアニメが本編に先行して放送されている。

## アマガエール
アマガエールは、「アマガエール」（2022年6月18日放送）に登場する。
雨がふると元気になる生き物を研究して作られたドリンクで瓶に入っている。これを飲むと雨をパワーに変えるため、飲んで雨にぬれると元気になる。逆に日が差すと元気がなくなってしまう。

## あまくてにがいうち水セット
あまくてにがいうち水セット は、「ホ、ホ、ホタル来い」（2019年6月28日放送）に登場する。
桶と柄杓のセット。桶の甘い水のボタンを押すと、桶に桃色の水が溜まり、撒きながら「蛍の歌」を歌う（「○○（対象のもの）来い。こっちの水は甘い（苦い）ぞ」と歌う）と、歌に出てくるものが寄って来る。苦い水のボタンを押すと、桶に緑色の水が溜まり、撒きながら歌うと、去っていってしまう。水は地面に撒いて使用するものであり、水を人にかけると、対象のものがその人の元に寄ったり、去ったりする。

## アルマジロン
アルマジロン は、「アルマジロン」（2019年10月12日放送）に登場する。
液薬で、容器にはアルマジロの絵がある。これを一滴たらして体を丸めると、アルマジロの様に球体になり、外部から身を守ることが出来る。球体のまま転がったり弾んだりしての移動も可能。
人間が使った場合は上下の着衣に合わせた模様の球体になるが、ドラえもんの場合は顔が表面に出た青い球体になり、しかも通常の姿に戻るのが難しい（作中では自分の意思で戻れず、塀に激突した弾みで戻った）。
また打撃は防げても舐められる感触や臭いまでは防ぐことはできない。また、球体の状態で落書きされると、元の姿に戻った際、服や体にその落書きが描かれている。

## 安全ミニ打ち上げ花火
安全ミニ打ち上げ花火（あんぜんミニうちあげはなび）は、「雨がふっても花火はできる」（2023年9月30日放送）に登場する。

## アンラッキー引き寄せバッジ
アンラッキー引き寄せバッジ（アンラッキーひきよせバッジ）は、「アンラッキーポイントカード」（2012年12月31日放送）に登場する。
このバッジを付けると、次々と不運におそわれる。作中ではアンラッキーポイントカードと併用されていたが、この道具単独での使い道は不明。

## アンラッキーポイントカード
アンラッキーポイントカードは、「アンラッキーポイントカード」（2012年12月31日放送）に登場する。
ポイントカード型の道具。これを持っているときに不運に見舞われるとポイントが入る。不運のレベルによって付与されるポイントは異なり、例えばいちご大福にいちごが入っていなければ12ポイント、車に水をかけられたら8ポイントとなる。逆に幸運に恵まれると、その分のポイントが減ってしまう。使いたいポイント数を言い赤いボタンを押すと、ポイントが減りその分の幸運に恵まれる。ポイントが10000になると、予想もつかない幸運がやってくる（作中では、地球への隕石衝突を免れた）。

## いきものおりがみ
いきものおりがみは、「いきものおりがみ」（2018年7月20日放送）に登場する。
この折り紙で生き物（野菜や花なども含む）を折ると、動くだけでなく、蛍なら夜に光るなど作った生き物と同じ特性を持つ。専用のマーカーで顔を描くと表情を動かしたり、鳴く生き物なら鳴き声もだし、噛みつくようにもなる、また折った生き物に模様を描くことで別の生き物にすることもできる。作中では猫に縞模様を描くことで虎にした。折り紙は普通のサイズのものだけでなく、大きいサイズのものもある。

## いそうロウ
いそうロウは、「いそうろうジャイアン」（2009年6月12日放送『ドラえもん ジャイアン誕生日スペシャル』内）に登場する。
ろうそくを象った道具。居候になりたい家の敷地内で、このろうそくに点火すると、その家の居候になることができる。その家の者は、家族に居候が1人増えたと考えるようになる。消火すると居候状態は解除される。ただし消火できるのは点火した者に限られる。
同様のことができる道具にカッコータマゴ、やどり木がある。

## 一夜漬けダル
一夜漬けダル（いちやづけダル）は、「テストに一夜漬けダル」（2014年4月11日放送）に登場する。
漬物樽を象った道具で、この中には独特の匂いがついているぬかが入っている。「一夜漬け」と銘打っているように、この中に上手くなりたいものと一緒に浸かると、それができるようになり、浸かる時間が長いほど効果は上がる。効果は1日程度で、経過すると覚えていた事をすべて忘れてしまう。しかもぬかの中に浸かる為、体にぬかの匂いが染み込んでしまうのも難点。
なお、専用のぬかでないと効果は無い。作中ではリコーダーのテストでズルをしようとしたスネ夫が誤って専用のぬかをこぼしてしまい、代わりに取り寄せた最高級のぬかを使用して一緒に浸かったところ、ぬかが詰まってしまいリコーダーを上手く吹けなかったどころか、リコーダーに詰まったぬかを音楽の先生に吹きかけて怒らせてしまった。

## いつでも卒業証書
いつでも卒業証書（いつでもそつぎょうしょうしょ）は、「3月は卒業の季節」（2023年3月18日放送）に登場する。
この証書にやめさせたいことを書いて相手に渡せば、受け取った人は書かれていることをやめさせることができる。また、証書を破ると、その効果は取り消される。

## イルミネーション・クラッカー
イルミネーション・クラッカーは、「きらきらクリスマス大作戦」（2013年12月13日放送）に登場する。
このクラッカーを食べると体がイルミネーションのように光り続ける。この道具の効果は明るいところでは分からないが、日陰などの暗いところへ行くと体が光り出すことを確認することができる。効果は1日。

## イ・レーザーポインター
イ・レーザーポインターは、「消せ!イ・レーザーポインター」（2023年6月24日放送）に登場する。
ライフル銃を模した道具で、この道具から発せられる光を当てると、文字や模様を消すことが出来る。ただし、光の効果で見えなくしているだけなので、パトカーのランプや夕焼けなどの赤い光が当たると見えてしまう。

## いれかえマップ
いれかえマップは、「スリル満点!いれかえコースで猛レース」（2021年10月16日放送）に登場する。
地図がスライド式のパズルのようになっている地図で、自分が好きなように道や場所を入れ替えることができる。
これと似たような道具に引っ越し地図というのがある。

## 入れじた 色々選べるセット
入れじた 色々選べるセット（いれじた いろいろえらべるセット）は、「七夕の空が落ちてきた」（2011年7月1日放送）に登場する。
12色からなる舌のセットで、目的に応じて付けることによってその効果を発揮できる。作中では以下の舌が登場した。
ほめまシタ
青色の舌で、褒め上手になれる。
けんかしまシタ
喧嘩上手になれる。
勉強しまシタ
緑色の舌で、何でも勉強したように話せる。

## 色々カラーパレットと筆
色々カラーパレットと筆（いろいろカラーパレットとふで）は、「世界をぬりかえよう」（2008年8月29日放送）に登場する。
このパレットの上に乗った絵の具を使って好きな色を作り、専用の筆で簡単に物体の色を塗り替えることができるという道具。筆の届かない位置にある物体でも、筆をその物体に向け、塗る動作をすればその色を塗り替えることができる。故障すると最後に使った色以外使えなくなる。

## いろいろソーダセット
いろいろソーダセットは、「いろいろソーダセット」（2018年11月2日放送）に登場する。
様々なソーダの詰め合わせセット。下記の6本のいずれかを飲むと瓶に書かれた通りの能力を得る事ができる。ただし、トイレに行ってしまうと効果は無くなる。また、普通の炭酸飲料と同様、振り過ぎてから栓を開けると勢いよく噴き出してしまう為、誤って飲みたくない人が飲んでしまう可能性がある。
カテソーダ
試合などの勝負事に実力を発揮して必ず勝てる。
マケソーダ
試合などの勝負事に実力を発揮できず必ず負けてしまう。
ハヤソーダ
足が途端に速くなる。
オソソーダ
あらゆる動作が遅くなる。
キラワレソーダ
誰からにも嫌われる。
スカレソーダ
誰からにも好かれる。劇中では唯一効果が出ていない。

## インスタントコピー機
インスタントコピー機（インスタントコピーき）は、「インスタントママ」（2013年5月10日放送）に登場する。
カメラにコピーしたい人を映し、増やしたい人数を選択すると、その人がその数だけ増える。元に戻すのはドラえもんによれば簡単なようだが描かれていない。

## インスタントチョコメーカー
インスタントチョコメーカーは、「チョコのび太をめしあがれ」（2014年2月14日放送）に登場する。
様々な形のチョコを作れる機械。機械の投入口に作りたいデザインのものを入れると、出口から入れたものとその形のチョコ（手のひらサイズ）が出てくる。大きな物でも投入できる。ただし、生き物が投入口に入るとその生き物がチョコになってしまい、自分の声が周囲の者には聞こえず、跳ねながら移動する事しか出来ず、砕けたり、人に食べられるとその生き物は死ぬ恐れがある。
作中では、のび太が誤って機械の投入口に手を入れてしまい、チョコになってしまった。最終的にしずかに食べられそうになったが、それに気付いたドラえもんが「タイムふろしき」でチョコを包んだ事でのび太は元の姿に戻った。

## インスタントファッションワックス
インスタントファッションワックスは、「イロガラドラえもん」（2019年7月19日放送）に登場する。
手軽にオシャレを楽しむことができる、ロボット用のワックス。定着スプレーを使用しなければ、ワックスを塗った部分に物が当たると塗った部分がその物の柄に変化するものの、3時間で効果は消える。
作中ではドラえもんがドラミに頼んでロボット用のワックスの注文したところ、配送先を誤ってドラえもんの元へ届いた。その事が原因でドラえもんはワックスの効果が切れるまで散々な目に遭った。

## インスタント舞台
インスタント舞台（インスタントぶたい）は、「おぼっちゃマンボ」（2011年12月2日放送）に登場する。
手に持てる程小さいが、取り出して地面に置くと、一瞬で大きな舞台になる。

## ウイルスバキューム
ウイルスバキュームは、「突撃!ハクションバスターズ」（2012年1月27日放送）に登場する。
ドラミが出した道具。ウイルスを吸い込むために使う掃除機。タンクの容量には限界があり、それを超えた場合破裂する可能性がある。

## ウィンターシューズ
ウィンターシューズは、「雪だるまが町にやってきた」（2014年2月7日放送）に登場する。
ウィンタースポーツをするための道具。つま先の「チャレンジしたいスポーツのボタン」を押すと、そのスポーツにあったくつになり（例えばスケートの場合、下に刃が出る）、これを履いた者はそのスポーツがプロ並みにできるようになる。くつ以外にもなることができ、スキーの場合、スキー板、スキーブーツの両方をこなしていた。作中ではスケート靴、ボブスレーのそり、スノーボードの板・ブーツ、スキーの板・ブーツ（いずれも冬のスポーツ競技の道具）になっていた。

## ウキウキ輪
ウキウキ輪（ウキウキわ）は、「うきうきするウキワ」（2014年8月29日放送）に登場する。
見た目は普通の浮き輪と同じだが、体にはめると「ウキウキ輪〜！」と必ず発したあと気分がウキウキになり、外傷や心の痛み（心的外傷）を感じなくなりどんな状況でも楽観的になることができる。本来は痛みを忘れている間に心の傷が治るのを待つ道具である。浮き輪自体の強度は普通の浮き輪と同じで非常に破れやすく、破れると不快な気分になってしまう。その為予備のウキウキ輪が大量に入ったボトルも存在する。
浮き輪は鋭利な物に触れない限り破れないが、劇中ではジャイアンの歌だけはその凄まじさ故に浮き輪を付けていても楽観的になることができず、浮き輪も騒音に耐え切れずに破損してしまっていた。
同様の機能を持つ道具にヘソリンスタンドがある。

## ウソージキ
ウソージキは、「エイプリルフールにウソージキ」（2023年4月1日放送）に登場する。
この道具の吸引ボタンを押すと、うそつきと認識させた相手の話す嘘を吸い取ってしまう。相手が嘘をつこうとする時、吸い取られた声は聞こえず、口だけが動いている状況になる。

## 歌番組ロボット
歌番組ロボット（うたばんぐみロボット）は、「ジャイアンテレビにでる!」（2011年8月19日放送）に登場する。
歌番組で、生演奏をしてくれるバンドロボット。

## 宇宙ステーション実験キット
宇宙ステーション実験キット（うちゅうステーションじっけんキット）は、「のび太のダンボール宇宙ステーション」（2015年3月13日放送）に登場する。
未来の子供達が宇宙について勉強するための実験キット。材料（主にダンボール）や道具を用意し、あらかじめ用意されている宇宙ステーションの設計図通りに作って「エンジン付きハッチ」を両端に付け、「強化ペンキ」を塗り（これで宇宙空間でも空気を漏れにくくし太陽の熱にも耐えられるようになり、小さな隕石くらいなら跳ね返せるようになる）、ミニロケットで引いて宇宙に打ち上げる。また、セットの機械（設計図の投影や打ち上げ時の制御もこれで行う）についているハッチから宇宙ステーションの中に入り、無重力を体験したり、宇宙服を着て宇宙遊泳もできる。ただし使い捨てである。

## 宇宙遊覧気球
宇宙遊覧気球（うちゅうゆうらんききゅう）は、「のび太の流れ星」（2018年11月16日放送）に登場する。
この気球に乗ると、流れ星を作るのにちょうどよい場所まで、全自動で連れて行ってくれる。

## 宇宙ピクニックセット
宇宙ピクニックセット（うちゅうピクニックセット）は、「火星ピクニック」（2017年4月28日放送）に登場する。
未来の子どもたちが宇宙に遊びに出かけるときに使う道具。宇宙ピクニックロケットや宇宙テント、惑星探検カー、宇宙バーベキューセットが入っている。

## 宇宙旅行用オートマチックロケット
宇宙旅行用オートマチックロケットは、「ふたりっきりで月旅行」（2024年6月15日放送）に登場する。
目的地を月に合わせ、発射レバーをたおすだけで月まで行けるロケット。太陽の光がエネルギー源で、月に着陸後は半径１キロメートル以内を人間が活動できる環境にしてくれる。

## 海の生き物シップ
海の生き物シップ（うみのいきものシップ）は、「さかながボートに大変身」（2014年7月11日放送）に登場する。
見た目はおもちゃの船。船の屋根のボタンを押すと吸盤付きのワイヤーが発射し、海の生き物にくっ付く。その海の生き物の特性をコピーした高性能の船が作れる。外観もコピーした海の生き物と同じ形・大きさになる。船は小さくても乗り込もうとすれば、体が小さくなるため、「スモールライト」を使う必要がない。船は舵輪で操縦し、コックピットにも吸盤付きのワイヤーを発射するボタンがある。船は飛んでくる銛を跳ね返し、あらゆる深海にも耐えられるほど頑丈に出来ている。
作中ではマンボウをコピーした場合、速度制限される。クラゲをコピーした場合、コックピットは円形になり、ガラスはドーム状に変形する。チョウチンアンコウをコピーした場合、深海に潜るまで操縦不能に陥る。

## ウルトラいつどこゲーム
ウルトラいつどこゲームは、「ウルトラいつどこゲーム」（2025年12月7日放送）に登場する。
「いつ」「どこで」「どんなふうに」「なにをする？」を実体験できるゲーム。どんな時代や場所を書いても、選んだカード通りになる。

## ウルトラ恵方巻き
ウルトラ恵方巻き（ウルトラえほうまき）は、「ウルトラ恵方巻き」（2013年1月25日放送）に登場する。
恵方である方向（空中に矢印で出る）を向き願い事を言った後、無言で（ただし、食べているときに出る声は許される）食べきると、ピンクの煙が出た後宝船に乗った七福神がやってきて願い事を叶えてくれる。もししゃべってしまうと、反対に鬼がやってきて豆をぶつけられてしまう。

## ウルトラ消臭スプレー
ウルトラ消臭スプレー（ウルトラしょうしゅうスプレー）は、「のび太は世界にただ一匹」（2009年9月4日放送）に登場する。
消臭剤の一種。「国際保護動物スプレー」を吹き付けると国際保護ガスが染み付いて国際保護匂いが発するのだが、その匂いをこの道具で消し去ることができる。ドラえもんのセリフ「どんな頑固な匂いもあっという間に消しちゃう」から読み取れるように、あらゆる匂いを完全に消し去る効果もある。
この道具は未来デパート通販マシンで購入手続きはできても配達は認められておらず、引き取るには未来デパートへ直接赴かねばならない。
原作では、保護を取り消すクスリは存在しないとされている。

## うわさのウチワ
うわさのウチワは、「ウワサののび太」（2011年5月20日放送）に登場する。
このうちわをあおぎ、広まって欲しいことを言うと、それがうわさとして周りに伝わる。うわさは「人の噂も七十五日」という諺にあるように75日続く。
広める事象は例え偽りであっても問題なく、とてもまことしやかに広まるが、所詮うわさはうわさでしかないため、流せば流すほどトラブルを招く確率が増大する。

## うわさ花し
うわさ花し（うわさばなし）は、「うわさ花しが咲いちゃった!」（2015年8月21日放送）に登場する。
「うわさ花し」と書かれたシールが貼られた瓶の中にたくさんの種が入っていて、この種を植えるとすぐに芽がでてくる。この芽に流したいうわさを吹き込むと、芽が成長しタンポポのように種を飛ばし、どこかで成長した種が自ら声を発しうわさを広げていく。場合によりほかのうわさと混同したうわさを広めることがある（例えば「ジャイ子の漫画は面白い」と「しずかはのび太が好き」が混同し「のび太はジャイ子が好き」になるなど）。
声は中原麻衣。

## エイコーノトビラ
エイコーノトビラは、「エイコーノトビラ」（2013年12月30日放送）に登場する。
扉の前に立って目的を言うと、中の異空間で師範のロボットが特訓をしてくれる。一度使用すると、目的を遂げるまで出ることはできない。異空間は現実の世界との時間の流れが異なっており、異空間で数時間過ごしても現実の世界では数分しか経っていない。現実の世界にいる者が異空間にいる者に会うには「その人物が目的を遂げるまで応援する」と宣言すれば、その人物の元に行け、応援団長のロボットの指導を受けながら、傍にいられる。
作中では、のび太が「跳び箱を5段跳べるようになりたい」と特訓を受けた時は苦手なものに驚いてジャンプさせられたり、カルタ取りで失敗したら雷に打たれる等、厳しいものばかりだった。
例外もあり、ジャイアンは歌がもっと上手くなりたいと特訓しようとしたが、極度の音痴でロボットが我慢できず、特訓を終了させられて追い出された。
師範のロボットの声優は宮澤正。

## 衛星スパイカメラ
衛星スパイカメラ（えいせいスパイカメラ）は、「眠る海の王国」（2008年6月27日放送）に登場する。
あっちこっちテレビに類似した道具。道具のデザインは『ドラえもん のび太の新魔界大冒険 〜7人の魔法使い〜』に登場した「スパイ衛星セット」に似ている。
なお、この作品以前に「のび太の 小さな小さな大冒険」（2007年12月31日放送）にて「あっちこっちテレビ」が登場しているため、テレビアニメ第2作2期において「あっちこっちテレビ」がこの道具に置き換わったというわけではない。

## エーアイアイ
エーアイアイは「なんでもエーアイアイ」（2020年1月11日放送）に登場する。
高性能AIが搭載されたサル型ロボット。なんでもやってくれるようになるが、最初は一から教えてあげる必要がある。学習が進むと集めた情報を基に自分で考え予測をたててなんでもやってくれるようになる。
作中では、ドラえもんは面倒くさがり屋なのび太にこの道具を貸した際、のび太が根気よく色々教えた事であらゆる災難を予測して対応するようになったが、のび太が考えずに怠けるようになってしまい、ドラえもんは「このままだと自分一人で考えて行動が出来ない大人になってしまう」と諭した。

## エキス・パーツ
エキス・パーツは、「あなたの良い所もらいます」（2011年10月7日放送）に登場する。
見た目は水道の蛇口。蛇口を対象の人物の部位（頭や腕など）に取り付けてマッサージをし、蛇口のバルブをひねると蛇口から雫が出てきて、10円玉のような形になる（これをパーツと言う）。これを額につけると使用者の部位は対象者の部位と同じ能力を得る（腕からとったものなら料理やピアノの腕前、頭からとったものなら知力などを得る）。ただし、正確には自分の能力が対象の人物そのものになるという意味であり、顔からとったパーツの場合は顔が対象の人物とそっくりになり、頭からとったパーツの場合は知力や名前や筆跡も対象の人物と同じになってしまう。
作中ではスネ夫が出木杉の頭のパーツ（のび太から騙し取った）を使用してテストを受けたが、名前や筆跡が出木杉そのものになってしまったため、のび太のクラスでは「スネ夫の答案がなく、出木杉の答案が2枚あった」という出来事が起こった。

## SOSカプセルゲーム 七夕バージョン
SOSカプセルゲーム 七夕バージョン（エスオーエスカプセルゲーム たなばたバージョン）は、「七夕の宇宙戦争」（2008年7月11日放送）に登場する。
SOSカプセルを象った、小さな球体の道具。SOSカプセルをモチーフにした体感ゲームになっている。この道具を虚空へ投げ、流れ星ゆうどうがさなどで捕獲し、捕獲したそれに向かって「ゲームが欲しい」と願うと球体が発光し、ゲームが始まる。
ゲームの概要は、SOSカプセルを放流した異星人のもとへ宇宙救命ボートで助けに向かい、危機から救うというもの。七夕の短冊を収集して、短冊に書かれた願い事をかなえたりする星が舞台。プレーヤーが生涯に書いた短冊、およびプレーヤーの友人の短冊も的確にシミュレートされて登場し、また料理を食べた満腹感も体感できることから、一見するとこれがゲームであることがわからない仕様になっている。

## エネルギーバルブ
エネルギーバルブは、「のび太エネルギーの使い方」（2013年9月6日放送）に登場する。
これを頭につけて、バルブを回すと、回した分だけ自分の持っているエネルギーが多めに流れるようになりいつもより力を出すことができる、またエネルギーを全て使うと動けなくなるが寝れば全快する。付属かは不明だが本編では風船のようなものが登場し、それをつけ、自分のエネルギーがいくらあるか確認していた。

## 宴会がさ
宴会がさは「おかしなおかしなかさ」（2025年6月14日放送）に登場する。
宴会芸ができるかさ。

## 王様の椅子
王様の椅子（おうさまのいす）は、「のび太王にはさからえない」（2011年10月7日放送）に登場する。
この椅子に座った者が他者に命令すると、命令された者は務めが終わるまで逆らうことができなくなる。人だけではなく、自然にも命令することができるため、「私に雷を落とせ」と言った場合、その言葉が台本による演技だったとしても使用者に雷が直撃する。

## おうちでサバイバルゲーム
おうちでサバイバルゲームは、「パパママおうちで大バトル」（2013年2月22日放送）に登場する。
家庭で遊ぶ未来のサバイバルゲーム。攻める側と守る側に分かれて遊ぶ。

## 大矢印
大矢印 （おおやじるし）は、「真夏の夜の大航海」（2013年7月26日放送）に登場する。
大きな矢印。船の上などで、「大扇風機」によって進行方向を変える際に、行きたい方向に矢印を向けて置く。

## おかしの家建築機
おかしの家建築機 （おかしのいえけんちくき）は、「クリスマスはおかしの家で」（2017年12月1日放送）に登場する。
お菓子の家を作る道具。本体の上の投入口にお菓子の材料を入れて動かすと、材料が混ぜ合わさり、5つのコテに注入される。そのコテを持ってお菓子の名前を言うと、コテから言ったお菓子が出来上がった状態で出てくる。作中ではドラえもん達はスモールライトで自分達が小さくなり、お菓子の家を作った。

## おかたづけショールーム
おかたづけショールームは、「おかたづけショールーム」（2021年10月16日放送）に登場する。
ショールームの外装のミニチュアのような道具。プレートの部分に名前を書くと、書いた場所にあるものを本物のショールームのように整理して並べて展示できることが可能であり、ドアの前に立つと中へ入ることができる。
展示品は「人から借りたもの」や「空き瓶」まで分類されており、勝手に住み着いたネズミは「ペット」と見做されてしまう事もある。
要らないものはカートの中に入れると捨てることができる。

## オクトパスーツ
オクトパスーツは、「のびタコ捕獲大作戦!」（2023年2月18日放送）に登場する。
見た目はタコの8本の腕を模したスーツである。
身につけるとタコのさまざまな能力が使えるようになり、自分したいことを頭に思い浮かべることで腕の部分が動いて複数の作業を一度に行うことができる他、体色変化による擬態や、水場を泳げる、墨を吐けるや足の自切ができる。

## お琴ロボ
お琴ロボ（おことロボ）は、「ドラかぐや、月に帰る!?」（2019年2月22日放送）に登場する。
琴を上手にひくロボット。

## おこぼれワンワン
おこぼれワンワンは、「おこぼれワンワン」（2023年12月9日放送）に登場する。
自分がほしいものを伝えると、おこぼれにありつけそうな場所をかぎ分けて見つけてくれる。
ただし、あくまでもおこぼれであるため、どんな形でどれくらい貰えるのかは、使ってみるまで分からない。

## お仕事マップセット
お仕事マップセット （おしごとマップセット）は、「スネ夫が剛田商店でアルバイト」（2012年2月17日放送）に登場する。
職業体験をすることができる道具。自分が働きたいと思う場所に付属のピンを刺すことによって、その場所の仕事を体験することができる。ただし一度ピンを刺してしまうと取り消しができない上、その場所で働いて合格を貰わないとやめられないようになっており、逃げたり怠けたりしようとすると電流が流れるようになっている。

## オタスケ帽
オタスケ帽は、「月面クレーターを滑っちゃえ!」（2022年2月5日放送）に登場する。
これをかぶるとスケートボードなど滑るものなら何でもサポートしてもらえる。

## オダチンパンジー
オダチンパンジーは、「オダチンパンジー」（2015年6月5日放送）に登場する。
シンバルを持ったチンパンジーの人形。頭の部分を軽く押すと、頭からレーダーが伸び、お手伝いをした後にお駄賃をくれそうな人を見つけ、そこまで導いてくれる。
声は小桜エツコ。

## おだてジョーズ
おだてジョーズは、「おだてジョーズ」（2013年12月30日放送）に登場する。
ピンク色のサメを模した道具。これを頭につけて話すと、誰でも上手に人をおだてることができる。

## おためし交番セット
おためし交番セット（おためしこうばんセット）は、「ジャイアンが警察官!?」（2022年1月8日放送）に登場する。
一日警察官の仕事を体験できる道具。勤務表のホワイトボードに役職と名前を書くと、服装が警察官の制服に変わる。装備としては手錠や警棒、ピストル（但しオモチャに過ぎない）等がある。使用中は周りの人からも警官として認められる。机には通報があった場所（事件が発生した場所）が示されており、これはしずかが担当した。ジャイアンは「巡査部長」のドラえもんより上の「警部」と書き込んで使用したが、事件を解決したように見せてこっそり悪事を行っていた事が判明した為最終手段としてドラえもんが「警視総監」にジャイアンの母親を任命した。

## 落ち葉ンジー
落ち葉ンジー（おちばンジー）は、「落ち葉とジャイ子」（2014年11月21日放送）に登場する。
これを腰に巻き、好きな葉っぱにこれを向け真ん中のボタンを押すと、赤く光ったのち落ち葉の上に乗れ、落ち葉が散ることで、落ち葉が落ちていく感覚を味わえる。ガリバートンネルと一緒に使用した。

## お天気バンド
お天気バンド（おてんきバンド）は、「のび太が泣けば雨がふる」（2015年7月31日放送）に登場する。
バンドに顔マークがついている。これを頭につけると、つけた人の感情で天気が左右される（笑っていると晴れ、悲しんでいると雨、怒っていると雷、怖がっていると雪、困っていると霧）。

## おてがるロケット
おてがるロケットは、「飛べ！しずかちゃんのロケット」（2024年10月12日放送）に登場する。 
だれでもお手軽に宇宙（うちゅう）まで飛べるように、最低限（さいていげん）の機能（きのう）しか搭載（とうさい）されていないシンプルなロケット。操縦（そうじゅう）もカンタン。

## おとぎ話体験セット
おとぎ話体験セット（おとぎばなしたいけんセット）は、「のび太が育てたかぐや姫」（2007年9月14日放送）に登場する。
おとぎ話の内容を体験できるという触れ込みで、22世紀デパートが販売する道具。作中での販売員の説明によると、桃太郎バージョン、浦島太郎バージョンなどが好評を博し、今回かぐや姫バージョンが新発売されたという。
かぐや姫バージョン
「のび太が育てたかぐや姫」（2007年9月14日放送）に登場する。
使用法は、半透明の容器に封入されている「おとぎ話の種」と呼ばれる粒上のカートリッジを竹（竹ぼうきでも可）に挿入（カートリッジを竹にあてがうと、樹皮を透過して吸い込まれる）するだけ。竹ぼうきで掃除などしている間に、カートリッジを挿入した箇所が発光し、竹が割れて女子の赤ん坊が現われる。
その女子はあっという間にのび太と同じくらいに成長する。そしておとぎ話のとおり、満月の夜に月の使者ら（に扮した22世紀デパートの使いの者）が現われ、たとえ攻撃しても跳ね返ってしまい、彼らと共に帰ってしまう。なお商品代金は後払い。使用後に請求書を渡され、それに沿って商品代金を未来銀行の指定口座へ振り込むという方式。
かぐやロボットと同様の機能を持つ道具。

## 鬼のパンツ
鬼のパンツ（おにのパンツ）は、「鬼のパンツはいいパンツ?」（2023年1月28日放送）に登場する。

## オノマトペホーン
オノマトペホーンは、「オノマトペがいっぱい」（2022年10月8日放送）に登場する。

## 踊らにゃソンソンシューズ
踊らにゃソンソンシューズ（おどらにゃソンソンシューズ）は、「踊らにゃソンソンシューズ」（2012年11月30日放送）に登場する。
これを履いていると、聞こえる音楽に合わせて完璧に踊れるようになる。また、音楽が流れると、どんな場所でも踊らずにいられなくなる。くつのサイズは履いている人の足に自動的に合わせられる。

## おとりモグラ
おとりモグラは、「地底100マイルちょっとの大作戦」（2014年9月5日放送）に登場する。
囮用のモグラ型ロボット。地中を速く動く。

## おどれミファソラシューズ
おどれミファソラシューズは、「王子を守れ! 伝説のドラミ三剣士」（2007年12月7日放送）に登場する。
ハイヒールを象った靴。この靴を履くと、体が勝手に踊りだす。

## おばけハウス
おばけハウスは、「がんばれ!おばけハウス」（2017年8月18日放送）に登場する。
約30cmぐらいの大きさの家。屋根の上のボタンを押すと、おばけが出てくる。自分から家に入る事も可能。外見や中はボロ屋であるが、テレビやゲーム機や食料が備わっている。おばけは一度ハウスから出ると、人を驚かさない限りハウスに戻る事は出来ない。
作中で登場したおばけ達は女性の幽霊、のっぺらぼう、ガイコツの3体であり、3体とも「よわいおばけ」（てんとう虫コミックススペシャル『ドラえもん カラー作品集』5巻に収録。藤子・F・不二雄大全集2巻では「お化けたん知機」の題で収録）に登場するおばけである。

## お箸マスター
お箸マスター（おはしマスター）は、「お箸はのびるよ、どこまでも」（2016年4月15日放送）に登場する。
箸の使い方を伝授させる小人の老人。語尾に「ばし」とつけて話す。
声は鈴木勝美。

## オヒルネーター
オヒルネーターは、「眠って発電! のび太電力」（2021年8月7日放送）に登場する。
電力量計のついたピンク色の発電機。睡眠時に発生するエネルギーを電気に変換することができる。

## お店屋さんごっこセット
お店屋さんごっこセット（おみせやさんごっこセット）は、「恐怖のジャイアンピザ」（2012年12月7日放送）に登場する。
店の模型を模した道具。看板の部分に店の名前を書けばその通りの店になる。料理店にした場合は材料もあらかじめ用意されており、作り方もコンピューターが教えてくれる。ジャイアンはこれでピザ作りに挑戦したが、コンピューターの指示に従わず勝手な作り方をした挙句、店内は廃墟のように荒れコンピューターも壊れ、できたピザは地球上の生物の口に合わない代物となった。

## オモテナシ女将
オモテナシ女将（おもてなしおかみ）は、「さよならジャイアン」（2025年3月15日放送）に登場する。
旅館やホテルの従業（じゅうぎょう）員向けの教育用ロボット。お客様にすばらしいサービス“オモテナシ”ができるよう、耳元でささやくように教えてくれる。

## 思い出再現機
思い出再現機（おもいでさいげんき）は、「のび太の人魚伝説」（2010年3月5日放送『ありがとう! 30周年 映画ドラえもん公開直前スペシャル』内）に登場する。
任意の人物の思い出を立体映像で見ることのできる道具。何年前の思い出を見るかを指定してスイッチを入れると、使用者が想定した人物の、使用者が想定した場面の思い出を立体映像で写しだす。

## おもいヤリ
おもいやりは「こころにささるおもいヤリ」（2020年5月9日放送）に登場する。
頭に装着して近くで相手を思いやることを言うと、ヤリが放たれて相手の胸と心にささり、よろこびや感謝の気持ちを大きくしてくれる。効き目は1時間続く、またヤリは回避できる。

## おもて梨
おもて梨（おもてなし）は、「野比家でおもて梨」（2020年11月14日放送）に登場する。
この梨を食べさせると、食べさせた人は食べた相手をもてなさずにいられなくなる。作中では、のび太が誤って来日中のアカン国王に食べさせてしまったが、アカン国王はのび太達のおもてなしを最後まで満足していた。

## お料理ワッペン
お料理ワッペン（おりょうりワッペン）は、「お料理ワッペン」（2019年5月10日放送）に登場する。
このワッペンを付けて作りたい料理の名前を言うとレシピが頭の中に思い浮かび、手が自動的に動いて料理を作ることが出来る。
ワッペンの数を増やすと出来栄えもより豪華なものになるが、数が多すぎたり、お金をかげずに○○のディナーというと過酷な地域にワープして食材調達に行くハメになる。
ホームページでは、劇中でのび太とパパがこの道具を利用して昼食に作ったイタリアンランチのレシピが公開されている。

## 温泉ジャグジー
温泉ジャグジー（おんせんジャグジー）は、「おいしい温泉に入ろう!」（2012年3月30日放送）に登場する。
金のライオンをかたどった湯口のような道具。頭部に食べ物や飲み物を入れると口から湯となって出てくる。口から出た物には温泉成分が含まれており、体も温まって肌もスベスベになる。欲張って大量に入れると、とんでもない量の食べ物、飲み物が出てくる。この道具で、のび太はチョコレート風呂、スネ夫はジェラート風呂、ジャイアンは寿司風呂、しずかは焼芋風呂を作った。

## 温泉掘り当てペアスコップ
温泉掘り当てペアスコップ（おんせんほりあてペアスコップ）は、「しずかちゃんと温泉へ行こう」（2010年11月12日放送）に登場する。
温泉を掘り当てることができるスコップ型の道具。温泉がよく出る場所に近づくとスコップに付いている温泉マークが光り、音を鳴らして知らせてくれる。

## ガードロボット
ガードロボットは、「しずかの宇宙ろてん風呂」（2013年2月1日放送）、「のび太のエビフライ」（2014年6月6日放送）に登場する。
ウサギを模したロボットで、記憶させた以外のものを撃退する。護身用に目からレーザーを放出する。
宇宙からやってきた害意を持つ地球外生命体に敗北する、「瞬間接着銃」などで動きを制限した場合、脱出するほどの力は無いなど、単純な防御性能はそこまで高くないが、接着銃に関してはレーザーで接着された箇所ごといっしょに切り離し、跳ねて移動するなど、臨機応変な面がある。

## 海外リョコッキ
海外リョコッキ（かいがいリョコッキ）は、「海外リョコッキでパリへ行こう！」（2024年7月20日放送）に登場する。

## 会社ごっこセット
会社ごっこセット（かいしゃごっこセット）は、「のび太社長になる」（2011年11月11日放送）に登場する。
ビルの模型を象ったような道具で、このビルの上に名前を書くとその人が社長になることができる。ビルの中からは5人で構成された社員ロボットが登場し、社長になった人の命令で仕事を行う。社員ロボットは仕事をするためにいるので頼みごと（例：社長にジュースを持ってくる等）で動くことはしない上、社長になった人に不満を持つとストライキを起こして命令を聞かなくなり、本人の意思とは関係無しに社長ロボットが新社長として就任されてしまい、社長だった人は平社員へと降格させられてしまうこともある。

## 解除用リップ
解除用リップ（かいじょようリップ）は、「ハロウィンとのびガエル」（2015年10月23日放送）に登場する。
動物変身ステッキで、動物になってしまった人を、チュッとすると元に戻る。

## 海賊シップ
海賊シップ（かいぞくシップ）は、「海賊大決戦 〜南海のラブロマンス〜」（2007年6月29日放送）に登場する。
大航海時代の帆船を象った道具。内蔵された高性能エンジンにより、高速で航行することができる。

## カイトルボックス
カイトルボックスは、「ステキな道具は交換で！？」（2025年5月17日放送）に登場する。
要らないひみつ道具をこの中に入れると、業者が買い取ってくれる。

## 顔写真作成機
顔写真作成機（かおしゃしんさくせいき）は、「水はみていた」（2015年5月15日放送）に登場する。
これを使うと、さまざまなパーツを合成し、特定の人物に似た顔写真を作ることができる。

## かぐやスカーフ
かぐやスカーフは、「母の日はおおせのママに」（2022年5月7日放送）に登場する。
のび太の部屋に未来デパートから届いたひみつ道具。これを身に着けてお願いを言うと、周りの人が「おおせのままに！」といった後、全力で願いをかなえてくれる。

## かしらモジール
かしらモジールは、「一文字変えて遊んじゃおう」（2022年1月29日放送）に登場する。
このシールを何か貼ると、シールを貼られたものの頭文字が貼った文字に変わり、その言葉どおりのものになる。

## かたっぽ探知リード
かたっぽ探知リード（かたっぽたんちリード）は、「かたっぽ探知リード」（2017年1月13日放送）に登場する。
鞭のような形をしたリード。紐の先に片方の物（2つで一組の物）を取り付けると、取り付けた物が動き出し、もう片方の物の元へ移動する。靴下や手袋は勿論、ペアで売られていたぬいぐるみでも効果がある。

## カッパのおさら
カッパのおさらは、「カッパのおさら」（2024年8月24日放送）に登場する。
これを頭にのせると、手に水かきが生え、せなかに甲羅（こうら）があらわれるなど、姿（すがた）形がカッパになり、カッパと同じように水の中を自由自在（じざい）に泳げるようになる。

## カドバール
カドバールは、「四角いドラえもん」（2011年2月25日放送）に登場する。
ドラミが出した新製品。これを飲むと、外見は角ばり、性格は厳しくなる。味はドラえもん曰く「苦い」。また、鉛筆が丸くなっているところをとがらせろといったり消しゴムも四角いものにこだわる。また、猫が川に流されていても、公共のルールを守ろうとしたり、財布を拾って持ち主が目の前にいる場合でも交番に行こうとしたり（人の都合関係なしに）、あらゆる丸い物を変形ライトで四角くしたりする。

## かべかえカメラ
かべかえカメラは、「飛べ！しずかちゃんのロケット」（2024年10月12日放送）に登場する。
描（か）いた柄（がら）をこのカメラにセットし、かべに向かってシャッターを切ると、かべがその柄になる。

## かぼちゃライト
かぼちゃライトは、「ハロウィンって何の日?」（2013年10月25日放送）に登場する。
ジャック・オー・ランタンを象ったハロウィンを盛り上げるための道具。家の門や玄関の上に置いてスイッチを押すと異空間を作り出し、骸骨、ミイラ男、狼男、ドラキュラといったお化けたちが訪問者を驚かしてくれる。

## 神さまセット
神さまセットは、「のび太とギリシャのケーキ伝説」（2024年9月7日放送）に登場する。

## カラオケキング 自動採点機能付き
カラオケキング 自動採点機能付き（カラオケキング じどうさいてんきのうつき）は、「雨男はつらいよ」（2009年6月19日放送『ドラえもん 父の日スペシャル』内）に登場する。
カラオケキングと同じ道具。原作でも自動採点機能を搭載しているが、原作では単に「カラオケキング」と呼ばれている。公式サイト掲載の「ひみつ道具カタログ」においても、名称を単に「カラオケキング」としている。

## からくり忍者ロボット
からくり忍者ロボット（からくりにんじゃロボット）は、「ニニンジャ!からくり忍者屋敷」（2018年5月25日放送）に登場する。声は愛河里花子。
忍者の姿をしたロボット。帯の結び目を動かすと起動し、起動させた者を主として従う。忍術は本格的であり、手裏剣やまきびしを投げる、あらゆる忍術（土遁の術、分身の術など）を使う、鎖鎌や刀で戦うなど、能力が優れている。ちなみに「ニニンジャ」しか喋れない。
作中では、未来の子供が忍者ごっこで遊ぶロボットとして未来デパートで販売されていたが、後に暴走する不良品である事が判明し、ドラえもんはロボットをのび太の部屋に放置してデパートの業者を呼びに行ったが、のび太が起動させてしまった。のび太から留守番（のび太曰く「知らない人を家に入れるな」）を命じられ、野比家をからくり忍者屋敷に改造し、のび太達（ドラえもん、のび太、のび助、のび助の上司）に襲いかかったが、最終的に自分を倒した玉子を主と認め、彼女にこき使われていた。

## ガリバーロープ
ガリバーロープは、「のび太と星を流すクジラ」（2009年3月20日放送）に登場する。
巨大な動物をロープで縛りつけるための道具。作中ではクジラの一種、ホシナガスクジラの成体に使用し、『ガリヴァー旅行記』においてリリパット国民がガリヴァーに対して行ったのと同様に、ロープを杭で固定する形で地に縛り付けていた。縛り付ける様子は作中では描写されていないが、公式サイト掲載の「ひみつ道具カタログ」によると、簡単に縛り付けてくれるという。

## カルガモエッグ
カルガモエッグは、「カルガモエッグ」（2017年6月16日放送）に登場する。
ドラえもんの半分ぐらいの大きさの卵。この卵の中に物や人を入れて卵を閉めて少し待つと、卵が開き、初めて見た相手を親と認識し、その人の後を付いていくようになる。無生物の場合は魂が宿ったかのように動き出し、物によって性格が異なる。人の場合、「ピヨ」としか喋らず、性格が人懐っこくなる。卵は小さいものの、四次元ポケットのように、複数の物や大人を入れる事が出来る。
タマゴにもう一度入れてリセットボタンを押すと、元に戻る。

## カワムケルン
カワムケルンは、「カワムケルン」（2020年11月7日放送）に登場する。
3つの指サックが繋がっている道具。この道具を指（親指、人差し指、中指）にはめ、物に触れると触れた物の皮が剥ける。例として果物や木の実に触るだけで皮が花のように開いたり、布のように捲れたり、螺旋状に切れ目が入る。毬栗に触れると毬だけでなく、中の殻や渋皮も剥けて中身が簡単に取り出せる。
食べ物以外でも可能であり、プラスチック、金属、布、顔の化粧、コンクリート等も触れただけで布のように捲れ、完全に捲れた後は元の素材に戻る（捲った物は形が変わる事もある）。
作中では、この道具で果物を剥こうとドラえもんが購入したが、ドラえもんの指に入らなかった為、ドラえもんは不貞腐れていた。

## ガワラオニ
ガワラオニは、「ガワラオニ」（2019年6月21日放送）に登場する。
これを家の屋根に取り付けると、中から鬼ロボットが出てきて、家を災いから守ってくれる。守る範囲はガワラオニが設置された家（庭も含む）だけであり、家の住人に危害を加えようとする者が敷地内に侵入した場合、鬼ロボットが巨大な鬼に変身して追い払ってくれる。
作中では、野比家の冷凍庫のドアが開いたままになる、のび助が風呂場で転倒する、台所が雨漏りになる、ネズミが出るといった事が起こった為に使用。タイムテレビで調べた所、全ての原因がのび太である事がわかり、鬼ロボットは巨大な鬼に変身してのび太を追い払った。
日本には昔から、家の屋根に鬼瓦（おにがわら）を取り付けると、鬼が災いを追い払ってくれるという言い伝えがある。この道具はそれが元となっている。

## カンガルートレパン
カンガルートレパンは、「ポケットの中のぴょん太」（2019年1月25日放送）に登場する。
このトレパンを履くと、カンガルーのように跳ねて進むことができる。

## 環境維持スプレー
環境維持スプレー（かんきょういじスプレー）は、「珍獣がショートステイ」（2021年7月3日放送）に登場する。
このスプレーを部屋に吹きかけると、部屋の中が対象の動物に適した温度・湿度になる。
作中ではテングザルに適した環境を作るために使用。のび太の部屋に吹きかけた際、部屋の中が蒸し暑くなった。

## かんじきクリーム
かんじきクリームは、「山おく村の怪事件」（2021年2月6日放送）に登場する。
ドラミが出した道具。このクリームを塗ると、かんじきを履いた状態のように雪の上でも沈まなくなる。

## カーワッペン
カーワッペンは、「母の日マイカー大作戦」（2024年5月11日放送）に登場する。
これを“カー”と名のつくものにはると、どんなものでも車になる。

## 北風と太陽コンビ
北風と太陽コンビ（きたかぜとたいようコンビ）は、「スネ夫、美容院へ行く」（2008年2月1日放送）に登場する。
イソップ寓話『北風と太陽』をもとにした、任意の者の服飾品を脱がせる道具。北風のような冷たい風を吹かせる北風ロボットと、真夏の太陽のような熱気を送る太陽ロボットの2体のセット。ロボットに命令したことは、ロボットが完遂するまでは中断などができない。北風ロボットを使用しているときに太陽ロボットを起動させると、北風ロボットは太陽ロボットに仕事を譲る。
なお両ロボットの名称は作中では呼ばれず、スタッフロールに書かれている。太陽ロボットの声はまるたまり、北風ロボットの声は瀬那歩美。

## 記念日シール
記念日シール（きねんびシール）は、「記念日シール」（2020年2月29日放送）に登場する。

## 客よせチャルメラ
客よせチャルメラ（きゃくよせチャルメラ）は、「ジャイアンラーメンが来る!」（2021年12月18日放送）に登場する。
吹くと店に客を呼び寄せることができるチャルメラ。
『映画ドラえもん のび太の地球交響楽』（2024年3月1日公開）で再登場している。作中では音楽を嫌う宇宙生命体のノイズを撃退するためドラえもんが使用するも、逆にノイズを自分の元へ呼び寄せてしまった。

## キャッチミット
キャッチミットは、「ドラミの最悪の一日」（2008年12月5日放送）に名前のみ登場する。
ドラミが出した道具。小鳥を捕獲するときなどに使用する。道具名の表記は字幕放送による。

## キャラクターシール
キャラクターシールは、「シールでキャラ変身」（2016年8月26日放送）に登場する。
このシールを身体に貼ると、貼った人の見られ方が変化する。ただし変わるのは外見のみで、実際に何かの能力が上がることはない。シールは専用のスプレーでのみはがすことができる。

## キャンプ用ライト
キャンプ用ライト（キャンプようライト）は、「のび太と星を流すクジラ」（2009年3月20日放送『ドラえもん30周年スペシャル 〜決定! 心に残るお話30〜』内）に登場する。
狭い空間において、室内を照らすために用いる。使用者の頭上近くに浮かび、使用者が移動するとそれにあわせて移動する。空中に浮かぶので、フックなどで引っ掛ける必要がない。同様の道具に#携帯人工ミニ太陽がある。
道具名の表記は公式サイト掲載の「ひみつ道具カタログ」による。

## 空間ロープ
空間ロープ（くうかんロープ）は、「ようこそ、世界の中心へ（前編）」（2009年5月1日放送）に登場する。
片方の端にカギ状のフックが付いており、それを空中に引っ掛けることのできるロープ。ロープワークを不要とするため、ロープ初心者にもたやすく扱える上、ロープを結びつけることのできる岩や樹木が付近にない場合にも大いに役立つ。また垂直に開いている穴を降りる場合においても、穴の上空にロープの端を固定できるので、ロープが擦り切れる危険性が低くなる。
道具名の表記は公式サイト掲載の「ひみつ道具カタログ」による。

## 空想ディスク
空想ディスク（くうそうディスク）は、「ゾクゾク!?学校の七不思議」（2019年8月9日放送）に登場する。
このディスクを頭の上にのせると、考えたものを立体映像として写すことが出来る。

## 雲デキールセット
雲デキールセット（くもデキールセット）は、「雲ソファーでスポーツをみよう!」（2021年7月17日放送）に登場する。
わたがし機に似たような見た目の道具で、雲のもとを入れることで人工の雲を作ることができる。付属するコテを使って、できた雲の形状を自在に変形させることができ、雲にハンドルを作ると雲の操縦が可能になる。
また、できた雲に乗ることができ、大勢の人が乗る場合には、雲を大きくして調整する。

## クラゲ観察キット
クラゲ観察キットは、「のび太のクラゲ水族館」（2024年月9日28放送）に登場する。
ナノマシンが本物のクラゲと同じように成長していく様子を観察できるキット。

## グラスハッパーセット
グラスハッパーセットは、「葉っぱ探偵のび太」（2017年11月10日放送）に登場する。
ゴーグルと植木鉢のセット。ゴーグルの上の穴に葉（海草でも可能）を差し込むと、その葉が生っていた木から見た光景が見える。ゴーグルの横についている赤いスイッチを押すと、ゴーグルで見た光景が映写機のように映し出される。植木鉢は葉を飾るのに使用。

## クリスますカード
クリスますカードは、「クリスマスパーティーは突然に」（2025年12月21日放送）に登場する。
ツリーや食べ物などを本物そっくりにコピーすることができるカード。１６まい全部をマス目状（じょう）にならべて絵を完成させると、コピーしたものが飛び出し、パーティー会場ができあがる。

## グルメリポートカメラ
グルメリポートカメラは、「突げき!のび太のグルメリポート」（2015年6月12日放送）に登場する。
カメラに手足がついていて、上についている赤いスイッチを押しカメラを回している間は、赤の他人でもすぐに料理を作ってくれ、グルメリポートをすることができる。リポートはテレビで流し、周囲に見せることもできる。

## 警察犬三輪車
警察犬三輪車（けいさつけんさんりんしゃ）は、「キー坊が恋をした」（2008年3月28日放送）に登場する。
匂いをたどって自動的に走る三輪車。三輪車の前面に強力においついせき鼻のようなものが付いている。似た機能を持つ道具に、警察犬つけ鼻や四次元三輪車がある。

## ケガワリング
ケガワリングは、「ケガワリング」（2013年12月13日放送）に登場する。
このリングに体を通すと体が動物のように毛皮で覆われるようになり、寒い冬でも暖かく過ごすことができる。なお、その姿は周囲からはどう見ても雪男にしか見えないため、外出をする際には注意が必要である。効果は3日間。

## ケノビーロ
ケノビーロは、「しずかちゃんSOS」（2021年10月30日放送）に登場する。
育毛剤のようなスプレーであり、あらゆる毛があるところに吹きかけ、「のびろ」や「のばす」などの言葉に反応すると、その言葉に反応して毛が伸びるが、しばらくするとスプレーの効果が切れる。
作中では、前髪を切り過ぎてしまったしずかに前髪を伸ばすためにドラえもんが差し出したが、しずかの髪だけでなく、ドラえもんのヒゲも無尽蔵に伸びてしまった。

## 家来セット
家来セット（けらいセット）は、「アッパレ!のび殿さま」（2015年10月9日放送）に登場する。
家老1人と側用人6人で構成されているロボットたちで、主人の言うことは何でも聞いて行動してくれる。主人のことを守ろうとする防衛本能があり、敵とみなすと刀を抜いて牽制や仇討ちをしようとしたり、他人から差し出された食べ物を食べさせる前に毒見をするといった行動を取るが、毒味した食べ物が美味しいと毒味と称してほとんど食べてしまう事がある。逆に主人に失敗や無礼があると切腹して詫びようとするが主人が許してあげるとその優しさに号泣したりする。移動の際は主人を籠に乗せるが、籠は家来ロボットに合わせた大きさであるため、人間が乗るには非常に小さい。何事にも時代劇のような対応をする大袈裟な性格である。

## 原木さいばいキット
原木さいばいキット（げんぼくさいばいキット）は、「空からどら焼きがふってきた！」（2025年1月18日放送）に登場する。

## ゲームホントローラー
ゲームホントローラーは、「ゲームクリエイターのび太」（2024年10月26日放送）に登場する。
これをかぶってイメージするだけで、現実（げんじつ）の世界をもとにオリジナルのゲームを作ることができる。

## コウカンボックス
コウカンボックスは、「ステキな道具は交換で！？」（2025年5月17日放送）に登場する。
要らないひみつ道具をこの中に入れると、業者が別の道具と交換（こうかん）してくれる。だが、どんな道具がとどくかは、とどくまでわからない。

## 工作ほんものスプレー
工作ほんものスプレー（こうさくほんものスプレー）は、「手作り工作をほんものに」（2023年9月2日放送）に登場する。
このスプレーをかけると、どんな工作でも本物になる。

## 降雪機
降雪機（こうせつき）は、「しずかちゃんと はこ庭スキー場」（2015年2月13日放送）に登場する。
雪を降らすことが出来る道具。

## コウヘイカ
コウヘイカは、「スネ夫の自慢はみんなの自慢」（2022年1月8日放送）に登場する。

## ごきげんポカポカシール
ごきげんポカポカシールは、「ごきげんポカポカシール」（2012年1月20日放送）に登場する。
ハート型のワッペンのような道具。服の上から貼り付けて使用。感情をエネルギーに変えることが可能で、嬉しいことやテンションが上がる出来事が起こると温かくなるが、逆に悲しい出来事や本人にとって大変な事態になると寒くなる。丸一日経過するまで剥がすことはできない。威力が大きいと周囲にも影響を及ぼす。

## ゴキブリトレとれビッグ
ゴキブリトレとれビッグは、「王子を守れ! 伝説のドラミ三剣士」（2007年12月7日放送）に登場する。
ドロボウホイホイに似た道具。壁が2面なく、タケコプターなどで空中を移動すれば中を通り抜けられるが、歩いて中に入ると粘着性の床にくっついてしまう。誘引作用があるかは不明。

## ここ掘れつけ鼻
ここ掘れつけ鼻（ここほれつけばな）は、「ダメ犬、ムク」（2009年8月28日放送）に登場する。
イヌの鼻の形をした赤く小さな道具。イヌの鼻に取り付けると「ここ掘れワンワン」のように、そのイヌが宝物（自らが大事にしているもの、小額の金銭、考古学的価値の高い化石）を掘り当てるようになる。この道具は鼻に装着すると無色透明になる。

## こじつけ鑑定士
こじつけ鑑定士は、「お宝だらけ!こじつけ鑑定士」（2022年8月27日放送）に登場する。

## ことばきんしマーカー
ことばきんしマーカーは、「ことばきんしマーカー」（2014年1月31日放送）に登場する。
この赤いマーカーで、辞書などに書かれている言葉を引くと、その言葉をいった人全員に雷が落ちる（事実上言えなくなる）。専用の消しゴムで消すと雷が落ちなくなる。マーカーのインクは滲みやすく、マーカーで書かれたページが水などの液体に濡れると、インクが本全体に広がり、他の言葉にも効果が発揮されてしまう。

## 言バナナ
言バナナ（ことバナナ）は、「ようこそ、地球の中心へ（前編）」に登場する。
動物に言語を教えるための道具。バナナの果実を象っており、バナナと同じように皮をむいて食べる。1つの果房に3本の果指が付いているが、すべて食べる必要はなく、一口食べるだけで言語を習得することができる。また習得できる言語はその動物によるらしく、作中では動物粘土で作り上げた「地底人」と呼ぶ動物に与えたが、「地底人」は「ピロ、ピロロ」などと言葉を発するようになった。作中の描写を見る限り、味も本来のバナナのように美味らしい。

## コドモニター
コドモニターは、「のび太と星を流すクジラ」（2009年3月20日放送）に登場する。
モニターテレビと小型端末のセット。端末を親に取り付けると、モニターテレビにその親の子どもの現在の様子が映像として映る。作中ではホシナガスクジラの親クジラに取り付けて使用した。本来は、子どもの帰りが遅いときなどに、子どもを心配する親がテレビ電話として用いるという。

## コピーとりよせ機
コピーとりよせ機（コピーとりよせき）は、「つばさちゃんがうちへきた」（2023年11月25日放送）に登場する。
本物を立体コピーして取りよせることができる機械。コピーに話しかけても反応（はんのう）しないが、本物が話したり動いたりすると、まったく同じ動きをする。

## コレヨリメガホン
コレヨリメガホンは、「そして、みんなイモになる」（2020年1月18日放送）に登場する。
このメガホンを使って「〇〇(置き換えられるもの)より〇〇(置き換えるもの)」と言うと、どんなものでも好きなものと置き換えることが出来る。

## ごろあわせお重ばこ
ごろあわせお重ばこ（ごろあわせおじゅうばこ）は、「ゴロ合わせでおせちをつくろう」（2023年12月31日放送）に登場する。
見た目はただの重箱。重箱に語呂合わせを唱えながら食品を入れ、その食品を食べると、語呂合わせの通りの現象が発生する。語呂合わせが成立しなければ効力を発揮しない。

## ゴーゴーヤングミスト
ゴーゴーヤングミストは、「ママにヤングをプレゼント」（2025年5月10日放送）に登場する。
この機械から出てくるミストをあびると、若（わか）返ることができる。ただし、あびすぎると、細胞（さいぼう）が活性（かっせい）化しすぎて、若返りが止まらなくなってしまう。

## サイバイモニター
サイバイモニターは、「空からどら焼きがふってきた！」（2025年1月18日放送）に登場する。

## サキ鳥
サキ鳥（サキどり）は、「うわさをサキ鳥」（2016年4月29日放送）に登場する。
木に鳥が3羽止まっている。鳥に欲しい情報を言うと、鳥があらゆる所から情報を聞き出し、それを声で伝えてくれる。情報は身近な事から宇宙までと範囲は広い。
作中では、のび太はスネ夫に負けないくらいの情報屋になろうとこの道具を使用したが、情報がカップルの関係を崩す原因となった為、使用をやめた（そのカップルは無事に和解した）。スネ夫は1羽のサキ鳥を盗んで情報を集めたが、宇宙人の極秘情報までも集めてしまった為、宇宙人に誘拐された。
サキ鳥の声は伊東みやこ。

## 探シマリス
探シマリス（さがシマリス）は、「22世紀の大決戦! ドラえもんvs.ドラキュラ（後編）」（2008年5月16日放送）に登場する。
シマリスを象ったロボット。探したい物を申し付けると探し出してくれる。ただし大まかな分類の探し物しかできない。シマリスはネズミ目の動物であるが、ドラえもんは平気である（作中ではスネ夫がこの事を指摘していた）。

## さがしものアンテナ
さがしものアンテナは、「うら山危険生物パーク」（2018年4月27日放送）に登場する。
犬の頭が付いたアンテナ。犬の頭に探したい物の臭いを覚えさせて使用すると、犬がその臭いがする方向に向かって吠える。

## ジケン爆弾
ジケン爆弾（ジケンばくだん）は、「ジケン爆弾」（2012年8月31日放送）に登場する。
サバイバルゲームの一種で、青と赤のコードがついている。ボタンを押した後、事件が起こる前にチャイムが鳴り「x秒後、あなたは――（事件内容）」というアナウンスが流れる。するとカウントダウンが表示されるので、それまでにどちらか正しい方を切らなければならない。もし間違えると、爆発しそのまま事件が起こる。あってれば、何かしらの偶然により起きることはない。ボタンを押すと、1日は解除できない。
アナウンスの声は新井里美。

## じざいろくろ
じざいろくろは、「ろくろでハッピークリスマス」（2022年12月24日放送）に登場する。

## 七人の知り合い
七人の知り合い（しちにんのしりあい）は、「友だちになってチョンマゲ」（2009年6月12日放送『ドラえもん ジャイアン誕生日スペシャル』内）に登場する。
ちょんまげのついたハゲかつらを象った道具。六次の隔たりという仮説をもとに、自らの知人（人間に限らず犬などの動物も含む）を6人介すことで、会いたいと思う者に会うことができる。
この道具を頭部に装着し、「――に会いたい」と宣言する（この順序は逆でも可）と、道具がまばゆく発光し、着用者を次の知人のもとへ連れていくよう働きかける（道具が装着者を次の知人のもとへと強制的に引き回すこともある）。知人に会うと、道具は自動的にその知人の頭に装着し、装着者は次の知人のもとへリレー形式で連れていく。これを6回繰り返すことで、同日中に希望の者に会うことができる。
ただし目的の者にたどり着かずに、名前の響きが似ているだけの別の者にたどり着くことがある。道具が「目的の者」だと判断した者は、使用者のごく身近な人物であっても、律儀に6人を介してたどり着く。作中ではのび太たちがハリウッドスターの「アーサー・マッケンジー」に会おうとして道具を使った。結果、3人目でどこでもドアを使用する事でハリウッドに寄ったが、そこへ砂漠の民に装着され砂漠を横断したり、ロシアのツンドラ平原を移動した結果、アーサー・マッケンジー本人の所ではなく、のび太の知り合いである「浅間けんじ」の所にたどり着いた。

## 実景ひきよせ額縁
実景ひきよせ額縁（じっけいひきよせがくぶち）は、「額縁をくぐって海へ」（2018年8月17日放送）に登場する。
緑色の模様が付いた巨大な額縁の道具。額縁の横にあるダイヤルを回すと、海でも雪山でもジャングルでも、実際にある景色をひきよせることができる。額縁のガラスを外してくぐれば、その景色の場所に行くこともできる。ただし額縁を倒してしまうと上に出口が移るため、戻ることが難しくなる。

## 自動虹製造機
自動虹製造機（じどうにじせいぞうき）は、「ひるねは天国で」（2013年05月03放送）に登場する。
虹を作り出すことが出来る道具。

## 自動ビデオ検索投影機
自動ビデオ検索投影機（じどうビデオけんさくとうえいき）は、「あなたの心に残るおはなし」の中間発表（2008年11月14日放送）に登場する。
1979年から2005年3月まで放送されたテレビアニメ第2作1期および、2005年4月から放送されているテレビアニメ第2作2期の過去のエピソードを、キーワードをもとに自動的に検索してスクリーンに投影する道具。筐体はほぼ直方体で、全体的にドラえもんの体を模している。
道具名の表記は公式サイト掲載の文書による。

## 辞ニンジン
辞ニンジン（じニンジン）は、「ドラえもんやめます」（2009年7月10日放送）に登場する。
一口サイズのニンジンを模した道具。これを食べた者は、自らが得意とする職業、誰かに対する態度、趣味など、いずれかの事柄を辞任する（「私は――を辞任します」）と宣言し、その気になってしまう。
たとえば、スネ夫がのび太に対して金持ち自慢をした場合、のび太がスネ夫に辞ニンジンを食べさせる。するとスネ夫は金持ち自慢の対象からのび太を除外し、結果的にスネ夫はのび太に対して金持ち自慢をしなくなる。
辞ニンジンを食べた者から効果を消す方法は、作中では描かれていない。作中では、ただ待っているだけでは効果は消えないかのように描写されている。作品名にあるように、ドラえもんが自らに科せられた役目を辞任し、ドラえもんが未来の世界へ帰ってしまうと、のび太は未来の世界に干渉することのできる一切の手段を失う。このように、食べさせた者が効果を取り消せなくなるという危険がある。

## 試やく室
試やく室（しやくしつ）は、「スネ夫の異世界物語」（2025年2月22日放送）に登場する。
いろいろな気持ちを味わうために、それぞれの気持ちに合った役をコーディネートしてくれる道具。

## 写真きゅうばん棒
写真きゅうばん棒（しゃしんきゅうばんぼう）は、「ドラえもんがいっぱい」（2019年10月12日放送）に登場する。
写真に写っている人物に、この吸盤を付けてひっぱると、写真の中から取り出すことが出来る。
写真から取り出した人物は本人と同じ性格・能力を持っているが、本人と写真の人物（本人）とでは意思の疎通が出来ない場合もある。
作中では、のび太が写真からドラえもんを10体ほど取り出したが、のび太の行動（学校に遅刻しそうになったり、ジャイアンに虐められる等）に関して「ひみつ道具を使うか、自分の力でやるか」で揉めたり、責任の押し付け合いで喧嘩するといった行動をとっていた。

## しゃっくりビックリ
しゃっくりビックリは、「ステキな道具は交換で！？」（2025年5月17日放送）に登場する。

## シャトル
シャトルは、「ふたりっきりで月旅行」（2024年6月15日放送）に登場する。

## シャンポーンロケット
シャンポーンロケットは、「脱出!!巨大クリスマスケーキ」（2015年12月11日放送）に登場する。
シャンパンの瓶の形をしている。蓋を開けると、体が小さくなり、コルクの間に埋め込まれる。そして別の誰かに、シャンパンのようにコルクを抜いてもらうと、目的地までコルクが飛んでいく。床や硬いものに当たると、コルクが割れ、元の大きさに戻れる。ただし目的地でコルクが割れないと埋め込まれた状態のまま動けなくなってしまうので、誰かにコルクを割ってもらう必要がある。

## ジャンプがさ
ジャンプがさは「おかしなおかしなかさ」（2025年6月14日放送）に登場する。
ジャンプしながら進んでいくかさ。かさにすわったまま移動（いどう）ができる。

## 十二支変身サイコロ
十二支変身サイコロ（じゅうにしへんしんサイコロ）は、「十二支変身サイコロ」（2017年12月31日放送）に登場する。
見た目は十二面のサイコロであり、各面には十二支の生物の絵が描かれている。このサイコロを転がし、十二支の生物の絵が出ると転がした者はその生物に変身する。変身した生物は本物と同様に能力が身につく（竜なら空を飛べる、猪なら直進しか進めない等）他、変身者の特徴が残る事もある（のび太は眼鏡、静香はお下げ等）。5分経つと元の姿に戻る。

## 修理用接着剤
修理用接着剤（しゅうりようせっちゃくざい）は、「地底100マイルちょっとの大作戦」（2014年9月5日放送）に登場する。
壊れたひみつ道具を直すときに使う。

## しゅくテキ
しゅくテキは、「ママママバトルざます」（2012年1月20日放送）に登場する。
ステーキで、これを食べると競争心が湧いてくる。その効果は、しゅくテキを食べていない者にも発揮される。

## 朱にまじわれ棒
朱にまじわれ棒は、「朱にまじわれ棒」（2013年5月31日放送）に登場する。
諺「朱に交われば赤くなる」を表した道具で、地面に刺すと、一番近くにいる集団に溶け込むことができる。棒の先端が赤くなっている間だけ持続する。

## 純真な目薬
純真な目薬（じゅんしんなめぐすり）は、「眠る海の王国」（2008年6月27日放送）に登場する。
純真な心を持つ者にしか視認できない物を、この目薬を差すことで視認できるようになる。この道具を使用した直後は目が異様にキラキラし、時間が経つと目はもとに戻る。目が異様にキラキラした状態で一度視認した物は、目がもとに戻っても引き続き視認できる。また視認できるのは実物に限らず、映像内の「純真な心を持つ者にしか視認できない物」も視認できる。

## 賞品かせぎカウボット
賞品かせぎカウボット（しょうひんかせぎカウボット）は、「賞品かせぎカウボット」（2017年9月15日放送）に登場する。
ドラえもんの半分くらいの大きさのカウボーイ型のロボット。小さな馬型ロボットに乗っている。ロボットに連れてきて欲しい人物の写真とその賞品を見せて頼むと、ロボットが投げ縄でその人物を捕らえて依頼人の元へ運んでくる。仕事が終わると賞品を要求してくる為、その賞品を渡せば終了する。賞品はロボットが選ぶ事もあり、食べ物の場合はロボットが食べる。賞品を払わなかった場合、その依頼人はロボットに身ぐるみを剥がされ、一日中さらし者にされてしまう。
作中ではのび太がドラえもんを連れてくるようロボットに頼んだが、賞品のケーキが無くなった為、ロボットに追い回され、静香の手作りケーキを賭けて勝負する事になった。勝負はのび太が勝ったが、ロボットはのび太の「他の物ならあげてもいいけど、静香ちゃんのケーキだけは渡さない」という台詞を認識し、のび太の部屋の物を全て持って行き、何処かへと去っていった。

## 職人ロボット
職人ロボット（しょくにんロボット）は、「ジャイアンの家を大改造」（2011年2月4日放送）に登場する。
ロボットの口にカードを入れると、職人の技を披露してくれる。料理、大工、庭師などがある。
大工のロボット「大工の辰っつあん」の声は杉山佳寿子。

## 植物工作エプロン
植物工作エプロン（しょくぶつこうさくエプロン）は、「空へ!川へ!花クラフト」（2024年3月30日放送）に登場する。
エプロンのポケットに入っているヘラやローラー、セットの手ぶくろなどの道具で、草木や花を自由に加工することができる。

## ショーアップライト
ショーアップライトは、「給食はショータイム」（2025年5月24日放送）に登場する。
その場をもり上あげたいときなどにこのライトを当てると、ライトが当たっている間だけショーアップされる。

## 水中自転車
水中自転車（すいちゅうじてんしゃ）は、「深海サイクリング」（2013年8月9日放送）に登場する。
水中で使用できる自転車。バランス感覚がない人でも安心して使え、さらに水の抵抗も0になる。普通の自転車より早く走ることができマップも内蔵されている。また風船ですぐに海上に出ることもできる。

## 水道ジュース変換アダプター
水道ジュース変換アダプター（すいどうジュースへんかんアダプター）は「水道ジュース変換アダプター」（2020年8月15日）に登場する。
水道の蛇口に取り付けて、栓をひねるとジュースが出てくる。ジュースにはブドウ、リンゴ、パイン、サイダーなどの種類があり、スイッチをおすと変えることができる。また、ジュースを造りだしている訳ではなく水道水をジュースに変えているので水道代は普通に掛かる。
のび太は、この道具を利用して「のび太ジュース水道局」を設立させ、ジュースをみんなの家に供給しようとした。ところが、水道管の維持などの問題から、空き地で会見を開きサービスを終了した。前述の理由で野比家の水道代が1万円を超える巨額になっていたため玉子に叱られる羽目になった。

## スイカペン
スイカペンは、「スイカ割りにスイカペン」（2015年7月10日放送）、「ドラえもんが受験生!?」（2020年3月7日放送）に登場する。
最上部がスイカの形をしているペン。このペンで丸いものにスイカの模様を描けば、スイカになって食べる事が出来る。丸顔の生物（ロボットも含む）や丸くないものに描いた場合でもスイカの模様になる。模様を落とせば元に戻る。

## スイムドリンク
スイムドリンクは、「しずかちゃんがカッパに!?」（2014年9月12日放送）に登場する。
栄養ドリンクのような箱に10本入っている。これを飲んで、その味に関連した物を見ると、水中を泳げるようになる（実際に使用したのび太が、水中を軽々と泳いでいた）。見たものから離れると元に戻り、効き目は1日続く。さまざまな味があり、作中では以下の味が登場した。
炭酸ドリンク
これを飲み水を見ると、人魚になる。
カツオダシ味
半魚人になることができる。鰹節の絵が描かれていた。
キュウリ味
これを飲みキュウリを見ると、カッパになる。身体の色も緑色になる。

## スーパー移動風呂1010
スーパー移動風呂1010（スーパーいどうぶろせんとう）は、「スーパー移動風呂1010」（2011年11月11日放送）に登場する。
地球儀と赤・青・黄色の3つのボタンが付いている。これを浴槽に取り付け、赤のボタンを押して世界地図を表示させ、その中から行きたい場所を押すと、浴槽ごとワープでそこまで移動し、入浴したままその場所の景色を眺めることができる（ドラえもんによると、入浴している姿は周りから見えないらしいが、詳細不明であるがドラえもんとのび太からは見えていると取れる行動をとっている）。また絶景ポイント（絶景の良い場所のこと）というものも存在する。赤のボタンは世界地図の表示、青のボタンは元の風呂場に戻る機能を持っている。黄色のボタンは、おまかせコース（各絶景ポイントを30秒ずつ見て周れる機能）を起動するボタンで、青と黄色のボタンを同時に押さない限り永久に周り続ける。

## スーパー流しそうめん
スーパー流しそうめん（スーパーながしそうめん）は、「走れ!流しそうめん」（2012年8月24日放送）に登場する。
遠く離れた人（モニターもついていて、会話も可能）と流しそうめんをする道具。目的地を決めてボタンを押すと、そこまで竹がのび（障害物がないようなところを選んでくれる）、何も問題がなければ、流しそうめんを楽しめる。雨が降ったときには樋の上に和傘が開く。

## スーパー箸
スーパー箸（スーパーばし）は、「お箸はのびるよ、どこまでも」（2016年4月15日放送）に登場する。
四方八方自由自在に伸びる箸。のび太が使用したが、玉子から「はしたない」と叱られている。

## スーパー孫の手
スーパー孫の手（スーパーまごのて）は、「シンデレラはどこいった?」（2010年6月4日放送）に登場する。
スイッチを入れるとひとりでに使用者のかゆいところをかいてくれる、未来の孫の手。
道具名の表記は字幕放送に基づく。

## スーパーマルチ加湿器
スーパーマルチ加湿器（スーパーマルチかしつき）は、「空からどら焼きがふってきた！」（2025年1月18日放送）に登場する。

## スグピクトグラム
スグピクトグラムは、「スグピクトグラム」（2021年7月17日放送）に登場する。
場所や方向を示す矢印、スポーツの種目などのピクトグラムが書かれたカードで、これを貼ると、ピクトグラムに書かれている通りの場所になる。レストランや病院などのピクトグラムを建物に貼った場合は、その建物の中にいる人が自動的にその役回りになる。人にも貼ることができ、その場合はピクトグラムに書かれている役割をさせられる。

## スノーピッチャー
スノーピッチャーは、「雪だるまは忘れない」（2016年2月19日放送）に登場する。
これに雪玉をセットしてスイッチで操作すると、自動で遠くに投げる。ただし、機械は壊れやすく、雪玉に当たっただけで壊れてしまう。

## スパイ作戦ごっこセット
スパイ作戦ごっこセット（スパイさくせんごっこセット）は、「ドラドラスパイ作戦」（2018年1月26日放送）に登場する。
未来世界の人がスパイごっこで遊ぶセット。セットに入っている道具は以下の通り。
アタッシュケース
モニター付きのアタッシュケース。紙に任務を与える人物の名前、任務を書いて差込口に入れると鞄が開き、指令がその人物に任務やスパイの道具を出す。（成功や失敗関係なしに）任務が終わったり、任務と無関係に鞄を開けると、「秘密保持」として爆発する（周囲が爆風に巻き込まれるが、セット自体は壊れない）。
インカム
円形型のインカム。右耳に装備され、着ている服がスパイの服に変わる。任務を拒んだり、文句を言うと電流が流れてくる。
ボールペン型ピストル
ボールペン型のおもちゃのピストル。おもちゃだが、威力はエアガンと同じ。
仮装風船ガム
見た目は駄菓子屋などで売られている普通のガム。このガムを噛んで変身したい者の姿を想像しながら膨らませると、ガムに包み込まれ、その人物に仮装できる。自分より大きければ体型も偽装できるが、所詮は風船ガムなので尖ったものに触れると、萎んで使用者本来の体形になってしまう。
羽虫メカ
数cmぐらいの大きさのメカ。糸電話のようなもので声を流したり、変声する事が出来る。
寝袋
黄色い寝袋。寝袋に付いている紐を天井にとり付ける事で一人で紐の上げ下げが可能。
声は小柳良寛。

## スモールスプレー
スモールスプレーは、「しずかちゃんと はこ庭スキー場」（2015年2月13日放送）に登場する。
これを相手に吹きかけると、少しの間眠くなるとともに体が小さくなる。原作でも類似した道具が登場する。

## すれちがいレーダー
すれちがいレーダーは、「のび太の長い一日」（2015年6月5日放送）に登場する。
敵と遭遇しないために作られた道具。レーダーを相手の頭につけ、赤い腕輪を、いつまですれ違っていたいかセットしてつけると、さまざまな偶然によりすれ違うことができる。一度つけたら、セットした時間が経過するまで取り外せない。またどうにかして相手に気持ちを伝えようとしても、絶対にできないようになっている（電話の場合話し中になるなど）。

## 声額
声額（せいがく）は、「新曲発表!ジャイアンにボエボエ?」（2011年6月10日放送）に登場する。
額を模した道具。これを顔にはめ、歌を歌うと、どんな下手な歌でも、美しく聴こえる。

## 星座伝説シミュレーション
星座伝説シミュレーション（せいざでんせつシミュレーション）は、「七夕の空が落ちてきた」（2011年7月1日放送）に登場する。
伝説や神話の星座を実際に映し出すことができる道具。また青いボタンを押すことによって、その映し出した星座を空から下ろして実体化させることができる。赤いボタンを押せば元の星座へと戻る。ただし下ろして実体化させた星座は夜が明けて星が見えなくなってしまうと元の空に戻れなくなる上、実体化したものをくっつけたまま星座に戻してしまうと星座そのものが変わってしまうことがあるので注意が必要である。また実体化した星座が逃げ出してしまった場合は、「星とりあみ」を使って星座を捕獲する必要がある。

## 世界記ロック
世界記ロック（せかいきロック）は、「世界記ロック」（2012年7月27日放送）に登場する。
背負うための肩ベルトと小さな電光掲示板が付いた岩。この岩を背負い、肩ベルトについたボタンを使って競技と距離を指定すると、指定した競技の世界記録と同じ能力を持てる。また能力を使う際に必要に応じて道具が出てくる。（棒高跳の時に、棒が出るなど）使用者が元々その競技ができなくても使える。例えば、泳げない人でも水泳の競技を使うと泳ぐ事が出来るなど。
なお、同じ競技は1回しか使えない。また中断することは出来ず、効果を終了するには競技を最後まで終えなければならない。途中で止まることもできないため、障害物などは自分の判断で避ける必要がある。
ドラえもんが使用したのは2011年時点の記録が内蔵されている物だった。これは現実において放送当時の最新の記録である。
アナウンスの声は垂木勉。

## 世界変換マシン
世界変換マシン（せかいへんかんマシン）は、「その日、すべてがネズミに!」（2010年9月17日放送）に登場する。
24時間かけて世界を自分の思うがままに自由に作り変える道具。キーワードを入力し、決定ボタンを押すと、24時間でその世界になる。取り消せば元に戻り、再設定も可能。

## 絶対外れないリング
絶対外れないリング（ぜったいはずれないリング）は、「ドラえもんの青い涙」（2008年9月5日放送）に登場する。
ドラえもんの首輪と同じ大きさの輪。一度この輪を閉じると、製造元の工場へ赴かないと外れなくなる。
道具名の表記は字幕放送による。

## 選挙ケン
選挙ケン（せんきょケン）は、「ガキ大将に1票を!」（2011年2月25日放送）に登場する。
投票箱に犬の手足としっぽ、頭をつけたような形のロボット。上部をポンと叩くと電源が入る。選挙ケンに向かって「立候補する」と宣言すると立候補できる。また、立候補者以外の第三者へ投票する事も可能で、その場合本人の意志とは関係なく自動的に出馬した事になる。作中、ドラえもんは「ガキ大将を選び出す」と説明しているが、あらゆる選挙を行うことができる。投票日は選挙開始から1日後。投票用紙は選挙ケンの口の中に入れる。選挙違反した者や選挙妨害をする者には電撃を浴びせる。
声は魚建。

## 全自動こたつ
全自動こたつ（ぜんじどうこたつ）は、「空飛ぶ! 野比家のコタツ」（2011年1月14日放送）に登場する。
このこたつに入って何かしたいことをつぶやくと、それを自動的にやってくれる。ただし宿題は用意するだけで、回答は自分でやらせる。ジュースやビールも内蔵されている。また、バドミントンなどをするための足（自動的に生える）、道路を移動するための滑車、海外などへ行く時のロケットも備わっている。しかし、「こたつから出たくない」などといった場合、足が金具で固定されてしまうため、こたつが壊れるまで出られなくなる危険性がある。

## 全自動スケート靴
全自動スケート靴（ぜんじどうスケートぐつ）は、「スケートするなら氷河期で」（2015年12月11日放送）に登場する。
これを使うと、どんな人でもスケートをすることができる。
全自動スケート炬燵（ぜんじどうスケートこたつ）
同じく「スケートするなら氷河期で」（2015年12月11日放送）に登場する。炬燵の下にスケート靴の刃がついている。
表記は、どちらとも公式サイトのあらすじにて。

## 相関図メーカー
相関図メーカーは、「相関図メーカー」（2018年9月14日放送）に登場する。
家族構成や人間関係を自由に変える事ができる道具。液晶画面に出てきた相関図に文字が書かれた丸いパネルを設置したり入れ替えることで自分に対してその通りに接するようになる。パネルには「刑事」や「王様」など種類がいくつか存在する。
この道具でのび太はしずかを自分の后やジャイアン・スネ夫を家来にした他、頭ごなしで決め付けるパパやうるさく叱るママに「子供の苦労を味わってもらおう」という理由で自分の子供に入れ替えたが、2人は未就学児ぐらいのわがままな性格になって暴れまわるようになってしまい、自分がさらに苦労するハメになってしまった。

## 捜査ごっこセット
捜査ごっこセット（そうさごっごセット）は、「捜査ごっこセット」（2019年12月14日放送）に登場する。
未来の子供が刑事ごっこで遊ぶための道具。アタッシュケースの中には捜査ごっこに使う道具が入っている。
セットの内容は以下の通り。
アタッシュケース
捜査ごっこの道具が入っている鞄。十手の絵と「POLICE」という文字が描かれている。鞄の差し込み口に写真を入れると、その人の手配書が完成し、鞄から数十枚出てくる。事件が解決すると、ファンファーレが鳴る。
指紋吸いつ金粉（しもんすいつきんぷん）
この粉を物に付けると、その物から指紋が浮き上がる。指紋には色が付いており、物に触れた人数がわかる他、触った人物の手を金粉が付いた物に近付けると、その人の手の指が物に付いている指紋の色と同じ色に光る。
警察手帳
人や動物に見せると、手帳を持っている人を警察として見てくれる。ドラえもんが使用した際、ドラえもんの階級は警部補であった。
警察犬ボット
犬型ロボット。対象の人物の匂いを覚えて追跡したり、捕まえる。
簡易取調室
見た目は小さいが、使用時はのび太の部屋位の広さになる。
その他
海の絵が描かれた書き割り、虫眼鏡、カメラなどが入っている。

## 争奪戦回避銃
争奪戦回避銃（そうだつせんかいひじゅう）は、「争奪戦回避銃」（2021年2月6日放送）に登場する。
銃口部分がハトの頭を象っている光線銃。争奪対象になっているものに光線を当てて、欲しがっている人数分に増やすことで争いを回避する。但し増やしたものは増やす前に比べて品質が低下する。
作中では増やしたものは以下の通り。
どら焼き
2人分に分けた際、味が半分になった。
ロングスカート
2人分に分けた際、2枚のミニスカートになった。
漫画
3人分に分けた際、話の面白さが3分の1になり、つまらなくなった。
ラジコンカー
5人分に分けた際、スピードが5分の1に低下した(しかもジャイアンに全部取られた)。
ジャイアン
のび太の誤射によって元の身長の3分の1くらいの大きさのジャイアンが3人に増えた。分けてもジャイアンの強欲さは変わらなかった為、いい役を独り占めしたり、ジャイアン同士で物を取り合うなど争奪戦を回避できなかった。

## ソーナルペン
ソーナルペンは、「ジャイアンのいい所はどこ?」（2009年12月4日放送）に登場する。
このペンで書いたことは、必ず本当のことになる。ペンを折るなどして破壊すると、ソーナルペンの効果が消える。

## そくせきお宝箱
そくせきお宝箱（そくせきおたからばこ）は、「お宝になる宝箱」（2024年2月10日放送）に登場する。
この宝箱の中に入れたものはどんなものでも、たとえガラクタでも、お宝になる。ただし、その効果（こうか）は次の日には無くなってしまう。

## そだてぬぐい
そだてぬぐいは、「ボールを鍛えろ!」（2021年11月6日放送）に登場する。

## そっくり銅像キット
そっくり銅像キット（そっくりどうぞうキット）は、「のび太の地底国」（2005年5月27日放送）に登場する。
カメラ型の道具。対象者を撮影し、設置したい位置にカメラの背面を向けスイッチを押すと、カメラの背面から球体が射出され、それが銅像を形成する。

## そっクリようかん製造機
そっクリようかん製造機（そっクリようかんせいぞうき）は、「そっクリようかん」（2012年6月29日放送）に登場する。
特定の人物にそっくりになりたい時、その人に、この機械に手を乗せてもらい、その人のDNAを機械が分析し組み込んで作られたようかんを食べれば、しばらくその人そっくりになる。

## ダイエットペンチロボット用
ダイエットペンチロボット用（ダイエットペンチ ロボットよう）は、「恋するドラえもん」（2009年8月21日放送）に登場する。
見かけは全長2メートルほどの巨大なペンチ。これでロボットの体をはさんでつぶしていくと、一時はスリムな体になる。すぐもとの体に戻る。
道具名の表記は公式サイト掲載の「ひみつ道具カタログ」による。字幕放送では「ダイエットペンチ ロボット用」と区切りを入れている。

## ダイエットン
ダイエットンは、「ドラえもんがダイエット!?」（2009年5月29日放送）に登場する。声は真殿光昭。
ブタを象ったロボット。自らの肉体の痩身を望む者が、ダイエットンにその旨を申し出、目標減量数値を指定することで、ダイエットンがその者に訓練を始める。ダイエットを途中でやめようとする者に対しては特に態度や言葉遣いも厳しい物に変化し、目つきも鋭くなる。
一度訓練が始まると、目標が達成されるまで、訓練を止めることはできない。使用者の苦手なものを利用するなど、目標達成のためにはあらゆる手段を用いる。作中では、使用者であるドラえもんにマラソンを強いるため、ドラえもんの苦手なネズミに似せたロボットを取り出し、ドラえもんの尻にはネズミの好物とされるチーズをくっつけた。
ダイエットンは、使用者を身体の姿かたち、および体色で判別している可能性がある。作中では、ミニドラをドラえもんと同じ体色に塗り替えたところ、ダイエットンはミニドラをドラえもんであると判別し、目標が達成されたと勘違いして訓練を終えた。
欠点としては目標減量数値の指定は赤の他人でも行えるため、赤の他人により誤った数値を指定され、使用者が想定しない訓練をダイエットンが行う可能性がある。

## 大扇風機
大扇風機（だいせんぷうき）は、「真夏の夜の大航海」（2013年7月26日放送）に登場する。
大きな扇風機。船の上などで、「大矢印」の向きに合わせて回すことで、進行方向をその向きに変える事が出来る。

## 大統領の本
大統領の本（だいとうりょうのほん）は、「誕生!?大統領のび太」（2020年10月24日放送）に登場する。
「大統領」と書かれた本。アメリカの大統領の就任式のように、この本に手を触れて「自分は大統領になります（自分は大統領だ）」と宣誓し、政策(新しいルールやしたい事)を言うと、その政策がすぐに実現される。ポータブル国会の携帯版といえる道具である。

## タイム借り物競争キット
タイム借り物競争キットは、「時を走れ!タイム借り物競走」（2018年10月12日放送）に登場する。
借り物競争をしながら歴史を学べる道具。カードに書かれた物を、時空をワープしながら借りていく。最初に翻訳コンニャクを食べないと言葉が通じない事があり、上手く食べる事が出来なかったのび太としずかは、アラビアのランプを借りる事に失敗した。また、勝手に持って行くのも無効で、ジャイアンとスネ夫は洗濯板を無断で持ち帰った為、最初からやり直しとなった。さらにカードの絵はワッペンを貼っている者にしか見えない。借りる物のレベルは借り物競争が進むほど高くなるようで、最終的にのび太・しずかチームは近江の国で戦国武将の兜を、ジャイアン・スネ夫チームは石器時代の石斧を借りる事になったのだが、マンモスに怯えたジャイアン・スネ夫チームがギブアップしてしまい、のび太・しずかチームの勝利となった。ただし運動会当日にワッペンをのび太が外し忘れたようで、のび太は白亜紀で恐竜の卵を借りようとして、恐竜に追い回される羽目になった。

## ダイスキンドリンク
ダイスキンドリンクは、「ダイスキンドリンク」（2013年7月26日放送）に登場する。
見た目は栄養ドリンクで、瓶に中身が入っている。嫌いなものの名前を言いこのドリンクを飲むとそれが大好きになる。しかしそのドリンクは「良薬は口に苦し」という諺の通りとても苦い。種類はブルー（☆）・イエロー（☆☆）・レッド（☆☆☆）・ブラック（☆☆☆☆）の4段階があり、効果は瓶に描かれている星の数が多いほど高いがその分苦さも増す。なお、ジャイアンの歌は最大の☆☆☆☆を飲んで大好きになるレベルであった。また、嫌いなものが得意になる訳ではないので、のび太は宿題を大好きにするために☆☆☆を飲んだが、提出した宿題は一問も正解していなかった。

## タイムホットライン
タイムホットラインは、「コーディネートはスネカパで」（2021年10月16日放送）に登場する。

## 台風ガサ
たけのこでできているテントの素（もと）と、そのテントを好きなように加工できる道具セット。たけのこなので、食べることもできる。

## 宝のチーズ
宝のチーズ（たからのチーズ）は、「ドクロ島の秘宝」（2010年8月20日放送）に登場する。
見かけはただのチーズだが、これを食べるとどこかにある本物の宝のありかを示す地図が見えてくる。そしてその見えた地図を「みたままベレー」と「自動ふで」を使って書けば、本物の宝の地図ができあがる。熟成の進んだ大人のチーズが故に臭いは強烈。その場所に宝があるかどうかの判断まではないので、たどり着いて宝箱を見つけても宝が入っていない場合もある。

## 宅配シャボン玉ストローとスーパーシャボン玉液
宅配シャボン玉ストローとスーパーシャボン玉液（たくはいシャボンだまストローとスーパーシャボンだまえき）は、「シャボン玉宅配便」（2019年5月31日放送）に登場する。
届けたいものをシャボン玉の中に入れて行き先を言うと、その場所へ確実に届けることが出来る。
届くまで、どんな事があっても割れない。

## たけのこ型テントセット
たけのこ型テントセット（たけのこがたテントセット）は、「たけのこ型テントの里」（2024年4月20日放送）に登場する。
たけのこでできているテントの素（もと）と、そのテントを好きなように加工できる道具セット。たけのこなので、食べることもできる。

## ダジャレーダー
ダジャレーダーは、「ダジャレでやっつけろ!」（2016年8月12日放送）に登場する。
小型のアンテナがついた赤い帽子。パーティーグッズの一つで、これをかぶりダジャレを言うと、15分間そのダジャレがその通りになる。現代のダジャレだけではなく、古文の洒落にも適応している。

## ダジャレイガン
ダジャレイガンは、「ダジャレーランド」（2019年4月19日放送）に登場する。
ダジャレを言って引き金を引くと、そのダジャレが30分間だけ本物になる。

## タスケテ笛
タスケテ笛は、「ドラえもんがいなくてもだいじょうぶ!?」（2025年2月15日放送）に登場する。

## 助け船
助け船（たすけぶね）は、「たすけて!助け船」（2014年6月6日放送）に登場する。
地面に浮く船。この船に乗って船に搭載された羅針盤の指す方向に向かうと、助けを求めている人を見つけることができる。また、この船は垂直に動くこともできる（その際に、オレンジ色の光で周りが包まれる）。

## たちまちダンサー
たちまちダンサーは、「のび太たちのアイスショー」（2008年10月24日放送『ドラえもん 秋の1時間スペシャル』内）に登場する。
靴を象った道具。これを履くと、自らの思い描いたとおりに体を動かすことができる。オプションとしてスケート靴のエッジがあり、これを靴の裏に装着するとスケート靴として使える。

## たましいマーカー
たましいマーカーは、「かわいい雨傘の物語」（2016年6月3日放送）に登場する。
魂を持たないものに、このマーカーで顔を描くと、そのものに魂が宿る。

## タランポリン
タランポリンは、「タランポリン」（2023年7月1日放送）に登場する。

## 近道マップ
近道マップ（ちかみちマップ）は、「ママママバトルざます」（2012年1月20日放送）に登場する。
タブレット型の機械に地図が表示されており、現在地と目的地をそれぞれタッチすると、現在地から目的地までの近道が表示される。作中では猫用の近道が表示された。

## 地球エレベーター
地球エレベーター（ちきゅうエレベーター）は、「地球エレベーター」（2017年1月13日放送）に登場する。
2m以上の高さがある円柱型のエレベーター。エレベーター内にあるコンピューターに目的地をインプットすると、短時間で目的地まで移動出来る（日本からブラジルまで飛行機で移動すると約25時間はかかるが、この道具で移動した場合は42分で着く）。ただし、目的地を海に設定した場合、エレベーターは出発時点と同じ高さ（海上から陸地の高さ）に到着する。

## チャンスメーカー
チャンスメーカーは、「チャンスメーカー」（2012年6月22日放送）に登場する。
喋るシルクハット。これに何か増やしたいものや減らしたいものを言うと、シルクハットからチャレンジが与えられ（それぞれにレベルがあり、ほとんど全てに制限時間がある）、クリアするとそれに応じて増やしたいもの・減らしたいものが増減する。失敗すると、欲しいものが全部（または代わりのものが全て）なくなったり、減らしたいものが倍以上になる。また、このシルクハットはウイスキーが飲める。
声は岸尾だいすけ。

## ちょこっとレンタルカード
ちょこっとレンタルカードは、「ピンチの時はレンタルで!」（2024年4月13日放送）に登場する。
何でも借りることができるカード。ほしいものを伝えると、今いるところから近い順にリストアップされ、好きなものを選ぶことができる。ただし、持ち主が使っていない間だけしか借りることができない。

## つくしん坊
つくしん坊（つくしんぼう）は、「あなたにつくしん坊」（2012年3月9日放送）に登場する。
つくしの形をした道具。この道具に付いている赤いボタンを押したときに胞子の部分から発した光を浴びたものは頭の上につくしが生え、ボタンを押した相手に尽くさずにはいられなくなる。しかし咳をした程度で注射をしようとしたり、相手がなんとなく発した言葉を勘違いしてそれを実行しようとするなど、尽くされる相手がありがた迷惑に感じるほどの過剰な行いになり、更には尽くされるのを拒否すると冷たい顔になったり、尽くす相手が二人いるとお互いが尽くそうと張り合って争いになることもある。

## 作って遊べる惑星探査キット
作って遊べる惑星探査キット（つくってあそべるわくせいたんさキット）は、「のび太の惑星探査ミッション」（2021年9月4日放送）に登場する。
プラモデルのような箱に入っており、付属する部品と身の回りにあるアルミ製品を使用して組み立てる。完成させた探査機は、宇宙用仕上げスプレーを機体に吹き付ければ宇宙を飛行することもできる。同梱されている説明書の最後のページには操縦桿があり、レバーを起こすことで探査機を操縦できる。
ただし、説明書に書いてあるとおりに組み立てなければ、軌道から逸れるなどの異常事態が発生する場合がある。
3Dメガネに似たゴーグルをかけると、バーチャル・リアリティにより操縦席で操縦しているような気分が味わえる。

## つくれーるマイレール
つくれーるマイレールは、「つくれーるマイレール」（2020年6月27日放送）に登場する。
ミニチュアサイズの電車や線路、駅舎、変電所のセット。線路を敷設し、変電所や駅を設置することでミニチュアサイズながら実際に乗ることの出来る鉄道を作ることが出来る。乗車の際は駅舎から出てくるカードをかざす。車両は寝台車やディーゼル機関車などが存在する。電車型車両は変電所が機能不全になると自走不能になるが、ディーゼル機関車は変電所が機能不全でも走行可能。その為、変電所が止まった際は、ディーゼル機関車を電車に連結する必要がある。
ダイヤグラムを設定することも出来る。

## つぶやきリップ
つぶやきリップは「ジャイアンは日曜日が大嫌い？」（2025年6月14日放送）に登場する。
これを写真におしつけると、まるで本人のように話し出す。

## ツボ押し壺
ツボ押し壺（ツボおしつぼ）は、「ツボ押し壺」（2023年2月4日放送）に登場する。

## ツメアカせん茶
ツメアカせん茶（ツメアカせんちゃ）は、「ドラドラ兄妹げんか」（2021年2月27日放送）に登場する。
ドラミが出した道具。見た目は紫色の茶筒。見習いたい人にこの茶筒を握らせると、茶筒の色が変わる。その後、このお茶を入れると、飲んだ者は茶筒を握った人と同じ性格になる。専用のお茶を飲ませると元の性格に戻る。
作中ではドラミがドラえもんに妹思いな面を見習わせようとジャイアンに握らせ、そのお茶をドラえもんに飲ませた。しかし、ジャイアンの妹思いには「妹（ジャイ子）を泣かせる者には容赦なく暴力を振るう」「妹の為なら手段を選ばず、絶対にやり通す」といった短所があった為、結果的には周囲に迷惑をかけてしまった。

## ツルの恩返しキャップ
ツルの恩返しキャップ（ツルのおんがえしキャップ）は、「ジャイアンの恩返し」（2015年8月28日放送）に登場する。
ツルの形をしているキャップ。このキャップを恩を返して欲しい人にかぶせれば、かぶせられた人が、かぶせた人に少しでも感謝の意を持っていれば、キャップのツルが鳴き、キャップをかぶせた人に、かぶせられた人が満足するまで恩を返してくれる。
声は杉本ゆう。

## つるのおんがえしセット
つるのおんがえしセットは、「ツルよ、恩をかえして!」（2014年5月2日放送）に登場する。
茶色の箱があり、これを開けるとツルが飛び出しどこかへ飛んでいく。そのツルはどこかで助けを求めていて、自力で探して助けると、その後着物姿の女性が自宅にやってくるので、家に入れる。すると、女性がお礼として何か欲しいものを作ってくれる（作ったあとは自ら助けてもらったツルだと打ち明けてどこかへ飛んでいくので、事実上1回のみの使用しかできないといえる）。しかし、作っている部屋を覗いたりドアを開けたりすると、ツルは作らずに去ってしまう。欲しいものが高価なほど出来上がる時間が長くなる。昔話「鶴の恩返し」をイメージした道具である。

## 鉄道ごっこセット
鉄道ごっこセット（てつどうごっこセット）は、「のび太鉄道」（2014年5月16日放送）に登場する。
セット内のチョークで線路を描き、その上に同じくセット内の小型の列車を乗せると、列車が大きくなり、線路の上を走らせることができる。ただし線路が雨が降るなどの影響を受けると、その上を走らせることはできなくなる。

## DX列車セット
DX列車セット（デラックスれっしゃセット）は、「のび太特急と謎のトレインハンター」（2015年9月4日放送）に登場する。
ドラミが出した道具。自分の家を列車にして列車旅行を楽しむセット。寝台列車セットと似ているが、自動操縦が備わっていない、家から本物の線路まで付属の線路で敷く必要がある、家全体が四次元空間に入らないなどの違いがある。
車掌ロボット（ヒツジ）
小さい羊型のロボット。車掌兼運転手指導員。真面目な性格であり、運転は勿論、服装にもうるさい。このロボットに航路表を食べさせると、その航路を覚えてくれる。知力や嗅覚も優れている。声優は佐武宇綺。
マスコン
学習机の上に置けるほどの大きさのコントローラー。黄色いボタンを押すと起動し、屋根の上からパンタグラフ、家の下から車輪が出てくる。さらに家の近くから入れ替え信号機が出てくる。列車になっても、ガス・水道・電気は使える。
家のまま走行するハウスモード、家から列車に変形するトレインモード、家がアスレチックのような建物になるパニックモードが搭載されている。なお、アクシデントでマスコンと机だけになってしまった場合、黄色いボタンをもう一度押せば、机が列車になるが、バッテリーが長く持たなくなってしまう。
線路
ローラーで巻かれている。転がしながら本物の線路まで敷き、ハサミで切断すると、本物の線路と同化し、その近くから出発信号機が出てくる。片付ける方法は不明。

## テレビ局セット
テレビ局セットは、「骨川スネ夫テレビ」（2024年10月19日放送）に登場する。
セットのチャンネル割（わ）り込（こ）みスイッチをテレビにつけると、セットのカメラで撮影（さつえい）したものを番組として放送することができる。

## 店インプレート
店インプレート（てんいんぷれーと）は、「スネ夫の異世界物語」（2025年2月22日放送）に登場する。
これをつけると、使用中の『試やく室』に入ることができる。

## 伝記電気
伝記電気（でんきでんき）は、「とびだす伝記電気」（2016年9月9日放送）に登場する。
本にこの電球を挿すと、本の登場人物が浮かび上がり、その人物と会話できるようになる。使用できるのは伝記の本だけに限定される。

## 電気爆弾
電気爆弾（でんきばくだん）は、「宇宙（コスモ）ガンファイターのび太（後編）」（2008年2月15日放送）に登場する。
てのひらにも収まる小型の爆弾。地雷のように地面に埋めて使用し、踏んだ者は感電し気絶する。
道具名の表記は公式サイト掲載の「ひみつ道具カタログ」による。

## 転居テンキー
転居テンキー（てんきょテンキー）は、「イースター島のモアイ」（2019年12月14日放送）に登場する。
これに座標を打ちこむと、家ごとその場所に瞬間移動することができる。

## デンゲキトレード
デンゲキトレードは、「デンゲキトレード」（2008年1月11日放送）に登場する。
二者の見た目は元のままで互いの名前や立場を入替える道具。たとえばドラえもんとのび太が使用した場合、ドラえもんはその姿のままで「のび太」という名前になり、のび太として生活しなければならなくなる。のび太になったドラえもんは、運動神経がのび太程度まで下がり、ドラえもんになったのび太は、ドラえもんのようにネコの言語が理解できるようになる。

## 電貯バト
電貯バト（でんちょバト）は、「巨大ロボットで雪あそび!?」（2023年1月14日放送）に登場する。

## 天女の羽衣
天女の羽衣（てんにょのはごろも）は、「どら焼き伝説を追え!」（2009年12月31日放送『大みそかドラえもん 映画30周年! 全部見せますスペシャル』内）に登場する。
飛行スカーフやフワフワオビに似た薄手の布。頭からかぶって使用し、空を飛ぶかのように体が身軽になる。
道具名の表記は公式サイト掲載の「ひみつ道具カタログ」による。

## 透明防音壁
透明防音壁（とうめいぼうおんへき）は、「しずかちゃんの最悪な誕生日」（2013年5月24日放送）に登場する。
透明なので誰にも気づかれることなく、ある程度音を小さくすることができる。

## 動物ショートステイカード
動物ショートステイカード（どうぶつショートステイカード）は、「珍獣がショートステイ」（2021年7月3日放送）に登場する。
動物の絵が描かれたカード。このカードのボタンを押すと、動物の映像が飛び出てくる。動物と滞在時間を設定すると、コンピューターが対象の動物が家に来る事を知らせてくれる（その為、家にやって来る動物に適した環境を作る必要がある）。対象の動物が家の玄関にやって来て滞在し、滞在時間が経過すると、その動物は元の場所に瞬間移動する。なお、動物を呼ぶ度に22世紀からレンタル料を請求される（支払いの対象はカードの持ち主であるドラえもん）他、動物をたくさん呼ぶと、サービスとして別の動物も用意してくれる事がある。
作中では、珍獣を設定した際、テングザル、ホシバナモグラ、ウサギコウモリ、ズキンアザラシ、コモドオオトカゲ、ハダカデバネズミ等がやって来た。なお、この道具でやって来た動物は人間に威嚇する事があるが、人間を襲う事はない。

## 動物変身ステッキ
動物変身ステッキ（どうぶつへんしんステッキ）は、「ハロウィンとのびガエル」（2015年10月23日放送）に登場する。
杖を象ったような道具で、このステッキを振ると緑色の宝玉からシルエットが映し出され、向けられた相手はその動物へと変身してしまう。元に戻すためには付属の「解除用リップ（かいじょようリップ）」でその相手にキスをしなければならない。解除用リップは口に装着することができるが、手で持ってキスをさせるだけでも相手を元に戻すことは可能である。

## 透明メガネ
透明メガネ（とうめいメガネ）は、「ゆうれい城へひっこし」（2008年12月31日放送『大みそかドラえもん さらばネズミ年! 来年はモ〜30周年だよスペシャル』内）に登場する道具。
頭から壷を被っているなど、眼前に遮蔽物がある状態で使用すると、遮蔽物に使用者と同じような目が現われ、遮蔽物の向こう側を見ることができるようになる道具。道具名の表記は字幕放送による。

## 時カケメガネ
時カケメガネは、「ステキな道具は交換で！？」（2025年5月17日放送）に登場する。

## トゲトローズ
トゲトローズは、「トゲトローズはご機嫌ななめ」（2017年6月23日放送）に登場する。
植木鉢に咲いている一本の薔薇。蕾の状態の薔薇が咲いているが、蕾の状態だと効果が発揮しないため、育てる必要がある。わがままな性格であり、清潔や綺麗な川の水を好み、不潔を嫌う。育てる人が不潔（手を洗っていなかったり、歯を磨いていない等）だった場合は機嫌を損ねて人に向けて種を発射する。花を咲かせるのに時間はかかるもの、腐葉土を与えたり、歌を聞かせたり（下手な歌だと機嫌を損ねる）、気遣い等で早く咲く事もある。ドラえもん曰く「育てるのが難しい」と言っていたが、のび太は数時間で薔薇の花を育て上げた。
完全に咲いた状態の花を怒っている人の前で見せると、その人の心の棘が取れて怒りが消える。使える力は3回までであり、1回使用する毎に茎の棘が落ちる。3回使用して茎の棘が無くなるとただの花になってしまい、ただの花になってから一定時間経つと自動的に薔薇の花が散る。

## とじこめ地球儀
とじこめ地球儀(とじこめちきゅうぎ)は「のび太が発明!?ノビライス」（2025年6月28日放送Aパート）に登場する。

セットのカメラで写真を撮り、この地球儀に入れると、入れている間だけ、写っているものを世界から無くすことができる。

## どこでもドアのぞき窓
どこでもドアのぞき窓は、「ステキな道具は交換で！？」（2025年5月17日放送）に登場する。

## どこでもドアのぶカバー
どこでもドアのぶカバーは、「ステキな道具は交換で！？」（2025年5月17日放送）に登場する。

## どこでもドアピンポン
どこでもドアピンポンは、「ステキな道具は交換で！？」（2025年5月17日放送）に登場する。

## どこでもドアべんりセット
どこでもドアべんりセットは、「ステキな道具は交換で！？」（2025年5月17日放送）に登場する。

## 突風バット
突風バット（とっぷうバット）は、「ドラミの最悪の一日」（2008年12月5日放送）に登場する。
ドラミの道具。このバットを振ると使用者の進行方向に突風が吹く。野球でうまく使用すれば、ボールを高く遠く吹き飛ばし、対戦相手の守備の者たちに尻餅をつかせ、得点を上げることができる。道具名の表記は字幕放送による。

## トトライド
トトライドは、「トトライド」（2024年8月10日放送）に登場する。
魚にセットのエサを食べさせると、ハンドルでその魚をコントロールすることができる。ハンドルをにぎっていれば、海水の中でも息ができる。

## とび出す建物シリーズ 日本のお城
とび出す建物シリーズ 日本のお城（とびだすたてものシリーズ にっぽんのおしろ）は、「裏山のドラえもん城」（2014年6月27日放送）に登場する。
冊子型の包装に入った建物の模型キットの様な外観で、開くと本物そっくりのお城ができる。説明書（巻物状で「秘伝書」と書かれている）付き。城の内部は地下の水牢に続く落とし穴や、鶯張りの廊下（実物と違い、壁から鳩時計の様にウグイスの模型が飛び出して鳴きながら侵入者をつつく）、つり天井などのからくりがある。天守閣にはからくりを作動させるひもや、城内各所に繋がる伝声管、城内の人間の動きがリアルタイムで表示される屏風がある。また、追い込まれたときの自爆装置（赤いひも、花火付き）も準備されている。

## 飛ボーキ
飛ボーキは、「ステキな道具は交換で！？」（2025年5月17日放送）に登場する。

## 止まり木
止まり木（とまりぎ）は、「ナマケモノスーツ」（2012年11月9日放送）に登場する。
ナマケモノスーツと併用して使われる道具で、ぶら下がっている人の行きたいところへ自動的に枝が伸びてくれる。

## ドラえもん体内GPS
ドラえもん体内GPS（ドラえもんたいないジーピーエス）は、「ドラえもんが重病に?」（2007年8月31日放送）に登場する。鶏卵型の道具。ドラえもんの体内において、現在地を知ることができる。表面下部に、ドラえもんを表す「MS903」という番号が記されている。
作中では名称不明で、名称は公式サイト掲載の「ひみつ道具カタログ」に記されている。

## トリセツ・メーカー
トリセツ・メーカーは、「トリセツ・メーカー」（2016年5月13日放送）に登場する。
この機械で物や人を読み取ると、その物や人の取り扱い説明書が発行される。

## トレーニングロボ
トレーニングロボは、「熱血!ドッジボール」（2016年11月4日放送）に登場する。
タコ型のロボット。様々な球技の練習相手をしてくれる。球技を設定すると、頭からボールを出し、相手にボールを投げてくる。オプション機能が付いており、当たると電気が流れるボールを投げてくる。

## どんな機械でもあっという間にポンコツにするハンマー
どんな機械でもあっという間にポンコツにするハンマー（どんなきかいでもあっというまにポンコツにするハンマー）は、「大あばれ! のび太の赤ちゃん」（2009年9月18日放送）に登場する。
両手で扱う大型のハンマー。架空動物製造機を壊すために出した。ドラえもんは超能力人間にこのハンマーで何度も頭を叩かれたが、一時気絶したのみで何も変わらなかった。道具名の表記は字幕放送による。
「大あばれ! のび太の赤ちゃん」の原作に当たる「人間製造機」（てんとう虫コミックス8巻に収録）では、道具名がなくひみつ道具かすら不明だが、同様の目的で大型ハンマーを出している。また、原作の他の話でも様々な破壊（暴走した機械の破壊）・傷害（自分やのび太を殴る）的行為で何度か大型ハンマーを出した。

## 流れ星の素
流れ星の素（ながれぼしのもと）は「のび太の流れ星」（2018年11月16日放送）に登場する
地球から離れた場所からこれを地球に向かって落とすと流れ星になる。

## なくし物呼び出しメガホン
なくし物呼び出しメガホン（なくしもよびだしメガホン）は、「むかしのママはのび太!?」（2010年5月7日放送）に登場する。
拡声機を象った失くしものを探すための道具。この道具でなくした物の名前を呼ぶと自分からその人の元へと戻ってきてくれる。

## 夏祭りキット
夏祭りキット（なつまつりキット）は、「のび太の夏祭り大作戦!」（2013年8月30日放送）に登場する。
夏祭りの屋台の模型。この模型に屋台の名前を書くと、そのままその店になる。

## なべ奉行
なべ奉行（なべぶぎょう）は、「のび太はうるさいナベ奉行」（2016年2月26日放送）に登場する。
小さい奉行型のロボット。このロボットに任せれば、美味しい鍋料理が食べられる。ロボットを鍋に乗せると鍋料理が作れるが、「なべ」という言葉に反応するため、ケーキまでも鍋料理の材料にしてしまう、「渡辺(わたなべ)」という人の名前に反応するなどの問題も起こる。

## ナマケモノスーツ
ナマケモノスーツは、「ナマケモノスーツ」（2012年11月9日放送）に登場する。
このスーツを着ればナマケモノになることができる。スーツを着ている間は周囲の人間からはナマケモノと認定され、いくら怠けていても咎められたり怒られたりすることはなくなる。着ている本人ものんびりとしてしまうので、普通の人間と比べて動作や行動が遅くなってしまう。ドラえもん曰く「着ている本人がイライラしてすぐ脱ぎたくなる道具」だが、のび太の場合元来の性格があっていたのか重宝した。

## 鉛の傘
''鉛のかさは「おかしなおかしなかさ」（2025年6月14日放送）に登場する。
うでの力を強くするためのかさ。鉛でできているため、かなり重い。

## なりきりケイドロセット
なりきりケイドロセットは、「のび泥棒をタイホせよ!」（2015年11月27日放送）に登場する。
未来の子供達が鬼ごっこに使うセット。セットに入っている道具は以下の通り。
帽子
警察役の装備品。被ると着ている服が警官の制服に変わる。婦人警官用の帽子もある。
ピストル
警察役の装備品。撃つと弾が発射し、その弾に当たった者は一時的に動けなくなる。
バッジ
通信機や発信機にもなる。さらに警察手帳にもなり、泥棒側の情報を聴くこともできる。
強力におい追跡鼻
警察役の装備品。犬の鼻の形をしたマスク。
風呂敷
泥棒側の装備品。頭にほっかむりする。伸縮自在であり、マントとして身に付ければ、体力が1.3倍になる。大きく広げてパラグライダーにしたり、細長くしてロープにする事も可能。
牢屋シール
部屋等の入り口に貼ると、出入口や窓に鉄格子が出てくる。シールを剥がすと鉄格子が消える。

## なりきり忍者セット
なりきり忍者セット（なりきりにんじゃセット）は、「しずかちゃんの最悪な誕生日」（2013年5月24日放送）に登場する。
テレビアニメ第2作第1期のドロロン忍者セットと同様の道具。詳しくはドラえもんのひみつ道具 (1979年のテレビアニメ た-と)#ドロロン忍者セットを参照。

## なんでもアイス棒
なんでもアイス棒（なんでもアイスぼう）は、「なんでもアイス棒」（2013年7月12日放送）に登場する。
見た目はただのアイスの棒だが、棒を何かにさすと瞬間的に凍り、アイスになる。凍らせる対象は食べ物でなくても効果があり、そのまま食べる事も可能。アイスが溶け始めた場合は、棒を取れば止まる。なお味は千差万別で、食べ物でない物でもアイスにするとおいしくなるものと変わらずマズイものがある。

## なんでもアシストーン
なんでもアシストーンは、「なんでもアシストーン」（2022年4月23日放送）に登場する。

## なんでもクレーンゲーム
なんでもクレーンゲームは、「なんでもクレーンゲーム」（2022年10月29日放送）に登場する。

## なんでもコントローラー
なんでもコントローラーは、「ラジコン大海戦」（2005年12月31日放送）に登場する。
船の舵輪を象った、あらゆる乗り物のコントロールを奪って自由に動かせる道具。作中ではラジコンの戦艦の模型に使用している。初めは小さいが、船首などに取り付けると自動的に改造が始まり、改造が終わると一般的な大きさの舵輪になる。

## なんでも磁石
なんでも磁石（なんでもじしゃく）は、「のび太イレブン」（2014年6月20日放送）に登場する。
赤と青の磁石を模したシールで、これを体に貼って引き寄せたいモノの名前を書くと磁石のように吸い寄せることができる。ただし吸い寄せたモノはくっついたままになる他、書いた名前が抽象的だと当てはまるモノ全てを吸い寄せてしまうため、注意が必要。

## なんでもソムリエ
なんでもソムリエは、「最高!最悪なおもてなし」（2011年11月4日放送）に登場する。
食べ物などをセレクトして勧めてくれるソムリエロボット。食べ物は名前からすれば素晴らしいモノに聞こえるが、作中では「おやつ」を要求した際には「大人のどら焼き」と称した餡子の入っていないどら焼きを出したり、「ランチ」を要求した際には「宝箱のようなランチ」と称し、食欲をそそるような言葉を言いながら川原や砂漠などを歩かせて空腹にしたところで具入りの握り飯や水を差し出すといった極端な行動をとるなど、実際は注文者の想像とは全くかけ離れた食べ物を用意する。ドラえもんによると「お試し期間中のロボットだから」とのことだが、詳細は不明。
声は加藤治。

## なんでもテッポウ魚
なんでもテッポウ魚（なんでもテッポウうお）は、「パパママおうちで大バトル」（2013年2月22日放送）に登場する。
テッポウウオの形をした銃。この銃の後ろに食品や家具をつけると、その中に入っていたものが出てくる（タンスなら服、メロンなら種）。

## なんでもデリバリーバックパック
なんでもデリバリーバックパックは、「剛田、いつ?」（2021年3月27日放送）に登場する。
見た目は大きいバックパック。バックパックの中は四次元になっており、大きなものや複数のものを入れられる他、バックパック自体も重くならず、激しく揺らしても中のものは壊れない。バックパックのポケットの中には専用の自転車とヘルメットが入っており、自転車は一漕ぎで10メートル進み、目的地まで自動運転が可能な他、坂道や水上や砂漠なども負担が掛からず走行出来る。バックパックの両サイドのポケットにはマジックハンドやジュース入りのチューブが備わっており、走行中でも飲食や汗拭きが可能であり、雨が降るとバックパックが自動的に傘を差してくれる。自転車にはモニターが付いており、画面には地図や配達する荷物の数が表示されている。画面に表示されているバックパックのマークは配達先の家の数を表しており、配達が一軒終わる毎にマークが一つ消えるが、新たに注文が来ると、注文した商品が自動的にバックパックの中に転送され、マークが増える。

## なんでもアシストーン
なんでもアシストーンは、「なんでもアシストーン」（2022年4月23日放送）に登場する。
赤地に黄色い十字のマークが付いた円盤型の石。人力で動かす物に付けるとすごい力でアシストする。
使用例
台車、三輪車：乗りながら地面を蹴って進ませると、オートバイの様に高速で進む。
フライングディスク：投げたディスクに掴まって空を飛べる。
バドミントンのラケット：打ったシャトルの勢いが増す。
ホッピング：何十メートルも跳び上がる。
シーソーと靴：ジャイアンをホッピングで跳んだスネ夫と同じくらい跳び上がらせた。
ボートの櫂：モーターボートの様に高速で漕ぎ進む。
釣り竿：5つ付けると沈没船を釣り上げる力を発揮した。

## なんでもティンパニー
なんでもティンパニーは、「しずかの焼きイモ交響楽」（2024年3月16日放送）に登場する。
これでたたくと、どんなものでもティンパニーになり、音を奏（かな）でる。

## なんでもバイオリン
なんでもバイオリンは、「しずかの焼きイモ交響楽」（2024年3月16日放送）に登場する。
これで弾（ひ）くと、どんなものでもバイオリンになり、音を奏（かな）でる。

## なんでもバイキング
なんでもバイキングは、「なんでもバイキング」（2018年1月19日放送）に登場する。
バイキングキャップとバイキングの船の形をした着ぐるみのセット。食べ放題の「バイキング」と海賊の「バイキング」、「放題」と船の「砲台」を掛けている。このセットを装備して「○○放題」と言って砲台を撃つと、左右の砲台から煙が出てきて周囲の人達がセットの着用者にその行為を尽くすようになる。しかも「乗り物乗り放題」「ゲームやり放題」等と言えば、無料で乗ったり、遊んだり出来る。ただし、使用できるのは10回までであり、使用する場所や言う内容を具体的に考えないと失敗する事になる。また、格好も幼稚である為、周囲から笑われる事もある。
作中では静香が町内でのび太に乗せられて「お風呂入り放題」と言って砲台を動かしたが、近所の人達が「ウチの家の風呂で入浴して」と静香に勧めていた。ジャイアンとスネ夫が取り上げた時点で砲台が1回しか残ってなかったため、「色々と好きな事が出来る」という意味で「なんでもかんでもやり放題」と言って砲台を動かしたが、インド料理のナン、大量の空き缶、映画の小道具の槍を貰う羽目になった。
出てきた望み　
| 回数          | 望み                                  | 使用者             |
| ------------- | ------------------------------------- | ------------------ |
| 1発目         | ドラ焼き食べ放題                      | ドラえもん         |
| 2発目         | マンガ読み放題                        | のび太・ドラえもん |
| 3発目         | 乗り物乗り放題                        | のび太・ドラえもん |
| 4発目 & 5発目 | パフェトッピングし放題 アイス乗せ放題 | のび太・ドラえもん |
| 6発目         | 玩具遊び放題                          | のび太・ドラえもん |
| 7発目         | ゲームし放題                          | のび太・ドラえもん |
| 8発目         | 映画見放題                            | のび太・ドラえもん |
| 9発目         | お風呂入り放題                        | 静香               |
| 10発目        | なんでもかんでもやり放題              | ジャイアン・スネ夫 |

## なんでも保険
なんでも保険（なんでもほけん）は、「あんしん!ジャイアン保険」（2012年7月13日放送）に登場する。
小さい女性型ロボット。このロボットに自分の考えた保険を提案すると、ロボットがその保険を作り、保険の紙を出してくる。この保険の紙の投入口に保険料を支払い、もし保険にかけてあったものに何かあった場合、保険の紙でロボットを呼べば、ロボットが自転車に乗ってやって来る。ロボットが過去の出来事が見える虫眼鏡で調査し、保険の条件と認められた場合、保険の紙に書かれている物が貰える。ただし、保険にかけてあったものが保険加入前に壊れていたり、事故で壊れた場合、保険の条件とは認められない。保険料は毎日支払わなければならないが、解約する事が出来る。作中で登場した保険は以下の通り
どら焼き保険
ドラえもんの考えた保険。どら焼きが誰かに食べられた場合、どら焼きを食べられた悔しさの分として数個分のどら焼きが貰える。保険料はどら焼き一口分。
ジャイアン保険
のび太の考えた保険。ジャイアンから暴行を受けたり（殴られ具合や回数などによる）、ジャイアンに壊された場合、その分の代金が貰える。保険料は10円。のび太はジャイアンが振るったバットで割れたボール、ジャイアンから逃げる時に穴が開いた靴下、ジャイアンに壊されたラジコンを提出したが、ボールは故意で壊したものではない、穴が開いたのは靴下の寿命、ラジコンは保険加入前の出来事であったため、無効になった。

## 虹色懐中電灯
虹色懐中電灯（にじいろかいちゅうでんとう）は、「しずかちゃんと はこ庭スキー場」（2015年2月13日放送）に登場する。
これを使うと、空に虹を降らすことができる。

## 22世紀のレンズ
22世紀のレンズは、「バッジどろぼう」（2025年6月7日放送）に登場する。

## 日本一周超特急すごろく
日本一周超特急すごろく（にほんいっしゅうちょうとっきゅうすごろく）は、「リアル日本一周超特急すごろく」（2021年10月30日放送）に登場する。
鉄道で日本を一周することができる未来のすごろくであり、「桃太郎電鉄」のように疫病神も登場して乗客を交代させるなどの妨害もしてくる。また、そのアシスタントとしてコンシェルジュ・ロボやミニドラもついてくる。

## ニャントカニャール
ニャントカニャールは、「ニャントカニャール」（2024年9月14日放送）に登場する。
この鈴をネコに向けてふりながらたのみごとをすると、ネコだけが反応（はんのう）する特殊（とくしゅ）な音波が出て、ネコが助けてくれる。

## 人間味調味料
人間味調味料（にんげんみちょうみりょう）は、「人間味調味料」（2019年5月17日放送）に登場する。
見た目は調味料の容器。蓋のダイヤルで性格を設定して人に振りかけると、かけられた人はその性格に変化する。ひとふりで10秒の効果が表れる。蓋を外した状態で大量に浴びると、10秒毎に支離滅裂に性格が変化する。
作中で使用したものは以下の通り。
しぶみ
黄緑色の粉を浴びると、ハードボイルドのような渋い性格になる。
すごみ
紫色の粉を浴びると、目つきが鋭くなり、チンピラのような口調で相手を威嚇する。
あまみ
桃色の粉を浴びると、自他共に性格や対応が甘くなる。
しおみ
白っぽい灰色の粉を浴びると、人に対してしょっぱく接する。
いやみ
緑色の粉を浴びると、嫌味な性格になる。この性格になると、何故かスネ夫のような顔になる。のび太がこの粉をスネ夫にかけた際、スネ夫の顔や性格が元から同じだった為、変化したかどうかわからなかった。
すずみ
水色の粉を浴びると、雰囲気や口調が爽やかになる。
むみ
白色の粉を浴びると、無表情でその場に佇む。
おもしろみ
黄色の粉を浴びると、バカな行動をとる。
この道具はスネ夫役の関智一が考案したもの。

## 人間ロケット砲
人間ロケット砲（にんげんロケットほう）は、「スーパー移動風呂1010」（2011年11月11日放送）に登場する。
見た目は普通のロケット砲だが、人間を弾のように飛ばす道具。同様の道具にどこでも大ほうがある。

## 忍者セット
忍者セット（にんじゃセット）は、「裏山のドラえもん城」（2014年6月27日放送）に登場する。
忍者になるための道具で忍者の装束をはじめ以下の道具からなる。
大凧の術
人が乗れるほどの大きな凧、大きいこと以外は普通の凧のため突風がふくと飛ばされる。
どこでも鍵縄の術
てきとうに投げるだけで自動的に巻き付く、また自動で巻き取ることもできる。
ペタリ手袋
傾斜や壁などに貼りついて自在に行動できる。
スーパーわらじ
足音を消すことができるわらじ。
その他に筈にロープを付けた矢、滑車、隠れ身の術に使用する布などがある。

## ぬれぎぬ
ぬれぎぬは、「ぬれぎぬを着せよう!」（2014年11月7日放送）に登場する。
濡れた布。これを誰かに着せると、たとえ自分がやった証拠があっても着せられた人に罪をなすりつけることができる。とれば効果は消えるが、着せられた人がはがすことはできず、ぬれぎぬをつけていない人物にとってもらうしかない。終盤で泥棒を捕まえるためにぬれぎぬを着せようととするが、ドラえもんが泥棒をぶつけて飛ばされた所で3人がぬれぎぬを着せてしまったため、警察に逮捕される羽目になり、のび太は「もうぬれぎぬは懲り懲りだよ～!!」と泣きながら悲鳴を上げるオチとなっていた。

## ねこっかぶり
ねこっかぶりは、「ねこっかぶり」（2019年10月5日放送）に登場する。
これをかぶるだけで、ネコになる事が出来る。かぶっている間は、人間の言葉が通じなくなり、ネコの言葉が分かるようになる。

## 寝太郎まくら
寝太郎まくら（ねたろうまくら）は、「三年寝太郎まくら」（2017年6月30日放送）に登場する。
このまくらに解決してほしい問題を吹き込み、まくらで設定した時間まで眠ると、脳が活性化し、解決策を見つける事が出来る。ただし、解決する問題が難しいほど時間がかかる上、寝ている間にその問題が既に解決してしまうなど本末転倒な事態が起こる事もある。また、解決策の詳しい内容は使用者でさえもわからない。
作中では、「指輪を見つける方法」と「ジャイアンから逃げる方法」は3分、「裏山のゴルフ場建設を阻止する方法」は3秒かかるのに対し、「逃げた鳥を捕まえる方法」は30分（寝ている間に鳥が戻って来た）、「のび太が出木杉より頭が良くなる方法」は30年かかる。

## 熱血応援マイク
熱血応援マイク（ねっけつおうえんマイク）は、「熱血応援マイク」（2019年2月15日放送）に登場する。
熱血に応援をするマイク型のロボット。このマイクに応援をたのむと、その人の事をあらゆる言葉で褒め始める。そのため相手は、いつも以上にやる気を出すことができる。
ただし、思考回路がショートしてしまうと貶し言葉を言い続けてしまう。また、やる気を出すだけであって能力が向上するわけではない。
この道具は玉子役の三石琴乃が考案したもの。

## 熱演カチンコと監督ロボット
熱演カチンコと監督ロボット（ねつえんカチンコとかんとくロボット）は、「熱演カチンコ!!」（2012年11月9日放送）に登場する。
ロボットを自分に向けて、赤い帽子を押すと、「よーい、アクション!」という掛け声とカチンコの音が鳴ったあと、どんなに演技が下手でも、うまい演技をすることができる。
監督ロボットの声は菅原淳一。
関連アイテム
バーガー監督
声 - 能登麻美子
映画『ドラえもん のび太の宇宙英雄記』では、映画監督ロボットとしてハンバーガー型のロボットが登場。詳しくはドラえもん のび太の宇宙英雄記#ゲストキャラクターを参照。

## 熱血まんじゅう
熱血まんじゅう（ねっけつまんじゅう）は、「熱血! のび太の運動会」（2009年11月6日放送）に登場する。
ピンク色の饅頭。皿に饅頭が2つ乗った状態で1セット。饅頭や皿に赤色の字で小さく「炎」と書かれている。
食べた瞬間に口から炎が噴出し、食べた者の背中で炎が燃え続ける。その炎が燃えている間、いわゆる熱血マンになる。炎は引火することはないが、水により消火する。
EPG番組概要では「熱血饅頭」と表記している。

## 年末やりなおしカレンダー
年末やりなおしカレンダー（ねんまつやりなおしカレンダー）は、「今年の失敗今年のうちに」（2022年12月31日放送）に登場する。

## のど自慢アメ
のど自慢アメ（のどじまんアメ）は、「大スタージャイアン!?」（2019年6月14日放送）に登場する。
このアメを舐めると、どんなに酷い声でも歌声が美しくなる。

## ノロいのオルゴール
ノロいのオルゴールは、「ノロいのオルゴール」（2025年12月14日放送）に登場する。
このオルゴールの音色を聞いた人は、動きがおそくなってしまう。

## 呪いのワラい人形
呪いのワラい人形（のろいのワラいにんぎょう）は、「呪いのワラい人形」（2010年4月30日放送）に登場する。
藁人形を模した道具。まず相手に向けて赤いボタンを押し、次に胸の五寸釘を模したボタンを押すと、相手が笑い出してしまう。押せば押すほど笑ってしまう。胸のボタンを引けば止まる。

## のろのろライト
のろのろライトは、「ドラミの最悪の一日」（2008年12月5日放送）に名前のみ登場する。
ドラミの道具。懐中電灯を模しており、野球のボールなどの高速で移動する物体に照射して使用する。道具名の表記は字幕放送による。

## ハー灯
ハー灯（ハーとう）は、「ハー灯で火をともせ」（2018年6月8日放送）に登場する。
ハート型のチップが入っている瓶と水鉄砲のセット。チップを相手の頭上に投げるとチップに火が灯る。火の色や大きさでその人物の感情がわかり、赤なら怒り、青なら悲しみ、黄色なら喜びを表す。付属の水鉄砲でその火を調節する事が出来、油なら感情を大きくし、水なら感情を小さくする。

## 配達ラケット
配達ラケット（はいたつラケット）は、「ジャイアンが飛んできた」（2015年5月1日放送）に登場する。
未来デパートの新製品。何か届け物があったとき、このラケットで宛先を言いながら届けたいものを打つと、自動的にそこまで飛んでいく。動物などなんでも安全に届けることができ、ティーカップといった液体入りの容器を蓋をしない状態で打っても中身をこぼさずに運べる。

## ハイパワーグローブ
ハイパワーグローブは、「眠る海の王国」（2008年6月27日放送）に登場する。
殴る力を数百倍に高めるグローブ。スーパー手ぶくろに近いが異なり、殴る力のそれほどない者が使用しても怪力は発揮できない。

## 箱入り地獄
箱入り地獄（はこいりじごく）は、「地獄にジャイアン」（2022年6月25日放送）に登場する。
箱の形に組み立てて使用する。箱の中は地獄になっており、この道具の近くで罪となるような事をしてしまうと、銅鑼の音と同時にその人は地獄へと吸い込まれて、地獄の苦しみを味わわされる。たとえ嘘をついたり苦手な食べ物を残したり、人の物を強奪したり虫一匹殺すといった殺生を行った場合でも効果が発動する。のび太とスネ夫はこの道具を使っていつも自分達をひどい目に遭わせるジャイアンを地獄行きにしてやろうとしたが、その都度自分達が地獄行きになる羽目になった。スネ夫の作戦でジャイアンを地獄へ落とす事には何とか成功してはいるものの、のび太とスネ夫はジャイアンを陥れた罪、ドラえもんはそれにどこでもドアで協力した罪と見なされ、結局落とされてしまった。箱の中は時間の流れが他と違うらしい。また、箱にはお助けスイッチがついており、これを押すと「蜘蛛の糸」のように白い糸が伸びてくる。これに掴まれば脱出出来る。

## ハチマッチョ
ハチマッチョは、「ステキな道具は交換で！？」（2025年5月17日放送）に登場する。

## パティシエカメラとパティシエボックス
(2025年2月8日放送「チョコレートワールドへようこそ」に登場)このカメラで撮影（さつえい）した後、ボックスにセットして材料を入れるだけで、撮（と）ったものそっくりのおかしが完成する。

## ハッピーガチャ
ハッピーガチャは「ハッピーガチャはやめられない」（2020年9月12日放送）に登場する。
自分が持っているものと引きかえにレバーを回すことができる未来のゲーム。時空通販ミライゾンが運営している。また、引き換えにする物の品質よっては1個で複数回レバーを回すことが出来る。１回回すごとに大中小いずれかのハッピーカプセルがひとつ出てくる、大と中はハッピーなことを体験したり、ハッピーになれるものをもらえたりする。中ハッピーは銀色のカプセルで「スイーツバイキング15分間食べ放題」「カレーパンが高級ダブルカツカレーパンに」「ゲームのアイテムが3倍になる」「ソフトクリームの巻きが止まらない」、大ハッピーは金色のカプセルで「メジャーリーグで大活躍」「お家が宝石風呂」「ハリウッド映画に特別出演」「人気漫画を世界一早く読める」「超ビックサイズどら焼き食べ放題」、小ハッピーは赤色のカプセルで「ハッピッピ」と鳴くタコのキャラクターが出てくるのみ。2倍回すことが出来るチャンスタイムがある。また、これらとは別に特大ハッピーがあり、前述のタコが巨大化したものが出てきて、タコが大量放出される。
声は利根健太朗。

## 花がさ
花がさは「おかしなおかしなかさ」（2025年6月14日放送）に登場する。
さしていると、芽が出て花が咲（さ）くかさ。雨の日に使うため、水やりの必要がない。

## 花火花セット
花火花セット（はなびばなセット）は、「花火を育てよう!」（2013年8月16日放送）に登場する。
花火の種を作るための道具。紙に打ち上げたい花火の絵を描いて機械にセットし、大きさを決めてからスイッチを入れると花火の種ができる。その種を植木鉢などに植えて「花火花専用ふりかけ肥料（はなひばなせんようふりかけひりょう）」と水をあげて育ててれば、成長してつぼみが膨らみ、絵に描いた通りの打ち上げ花火が上がる。

## ハハオヤロボット オフクローのタマゴ
ハハオヤロボット オフクローのタマゴは、「ドラえもんだってママがほしい」（2010年11月12日放送）に登場する。
未来の子守りに使われる道具。タマゴからはフクロウのロボットが出て、最初に見た人物を自分の子供と思い込む。フクロウのロボットは甲斐甲斐しく世話を焼いてくれるが、料理や裁縫は得意ではない。効果は8時間。
声は一城みゆ希。

## ハラハラハウス
ハラハラハウスは、「謎解き！ハラハラハウス」（2024年22月日放送）に登場する。
“家”を舞台（ぶたい）に“謎（なぞ）解（と）き”をしながら脱出（だっしゅつ）を目指す未来のゲーム。

## バラエティーおもちつきセット
バラエティーおもちつきセットは、「バレンタインにはおモチとすもうを」（2015年2月13日放送）に登場する。
のし台、法被と鉢巻、臼、杵、水のセット。臼と杵で、付属の「モチ」をついて（臼に入れると、モチ米の量が増える）食べると、そのモチの名前（モチベーション、チカラモチ、お金持ち、カバン持ち、尻もち、太鼓持ちなど40個ある）通りになる。太鼓持ちをするときなどに使用する。

## ハワイ化機
ハワイ化機（ハワイかき）は、「どこでもドアを作ろう!」（2014年5月2日放送）に登場する。
ハワイに行けなくなったしずかのためにのび太たちがハツメイカーで作ったもの。というより、普通の壁紙。部屋に貼ることでハワイに行った気になる。他にも、モアナルア・ガーデンがあった。

## パンダナ
パンダナは、「ジャイアンがパンダ」（2013年5月31日放送）に登場する。
パンダの絵が描いてあるバンダナのような道具。これを顔に巻きつけると、かわいいパンダになる。

## ひくコプター
ひくコプターは、「ステキな道具は交換で！？」（2025年5月17日放送）に登場する。

## 美声マイク
美声マイク (びせいマイク) は、「ドラかぐや、月に帰る!?」（2019年2月22日放送）に登場する。
このマイクで話すと、どんな声でも美しい声に聞こえる。

## ビックリライト
ビックリライトは、「のび太とギリシャのケーキ伝説　はじまりの話」（2024年9月7日放送）に登場する。
だれかをビックリさせたい時、このライトの光を何かに当てると、相手がおどろくようなものに変化する。

## ぴったりウォーカー
ぴったりウォーカーは、「ドラミの最悪の一日」（2008年12月5日放送）に名前のみ登場する。
ドラミの道具。目的地と到着時刻を設定すると自動的に足を動かしてくれるという。道具名の表記は字幕放送による。

## ピッタリフィットカメラ
ピッタリフィットカメラは、「ポケットの中のしずかちゃん」（2012年5月25日放送）に登場する。
このカメラで、着る人にピントを合わせてシャッターをきり、続いて着たい服にピントを合わせてシャッターをきると、服に合うように体のサイズを自動調整してくれる。もう一度シャッターをきると、元に戻る。

## ヒットソングコング
ヒットソングコングは、「スランプ!ジャイアン愛の新曲」（2017年6月9日放送）に登場する。
ドラえもんによると、22世紀で人気の歌のトレーニングメカ。ゴリラの頭の形をしている。歌手の好みに合わせて作曲、衣装の選定、発声指導をしてくれる。作曲の場合は曲調・感情・ジャンルを選択し、歌詞にしたい言葉をメカの口に中に入れるが、ジャンルにふさわしくない言葉は強制的に吐き出される。
作中では、ドラえもんがジャイアンの歌声を良くしようと全財産をはたいて購入したが、メカの発声指導に逆らったジャイアンが無理矢理マイクを引っ張り、音痴な歌で歌った事が原因で壊れた。
声はうえだゆうじ。

## ヒットメーカーとヒットマイク
ヒットメーカーとヒットマイクは、「おぼっちゃマンボ」（2011年12月2日放送）に登場する。
「ヒットメーカー」は自分が希望する曲のイメージを言うだけでそのイメージにあった曲を作ってくれる。そのできあがった曲を「ヒットマイク」で歌うと必ずヒットする。

## ピノキオの花
ピノキオの花（ピノキオのはな）は、「ピノキオの花」（2007年11月2日放送）に登場する。
この花の香りを嗅ぐと、うそをつく度にピノキオのように鼻が伸びるようになる。うそを認めると鼻は元に戻る。

## 百年カプセル
百年カプセル（ひゃくねんカプセル）は、「ドラえもんの100年タイムカプセル」（2012年4月27日放送）に登場する。
カプセルの中にモノを入れて開け口のスイッチを回し地中に埋めれば、回したスイッチが赤なら100年前、青なら100年後へと自動的に瞬間移動をする道具。届け先を指定すれば、その人の元に自力で移動してカプセルの中身を届けてくれる。カプセルなので未来の交通機関に影響を受けるようなことはない。

## ひらけドアゲーム
ひらけドアゲームは、「のび太の誕生日冒険記」（2010年8月6日放送）に登場する。
冒険ゲームの一つで、難易度は4種類。緑色のドアから入り、専用の機械であらかじめセットしたステージをクリアすればゴール。ゴールには好きなものを置いておくこともできる。
クリアが難しい場合、攻略本を使うことも可能。

## 昼行灯
昼行灯（ひるあんどん）は、「22世紀の大決戦! ドラえもんvs.ドラキュラ（前編）」（2008年5月9日放送）に登場する。
点灯すると、この照明器具から一定の周囲が昼間のような明るさになる。まぶしさを伴わない夜昼ランプと異なり、一般的な照明器具のようにまぶしさも伴う。

## ピンキリ未来鑑定メガネ
ピンキリ未来鑑定メガネ （ピンキリみらいかんていメガネ）は、「ピンキリ!お宝未来鑑定」（2017年11月24日放送）に登場する。
ベレー帽と髭が付いた眼鏡。この眼鏡をかけて対象の物を調べると、それが未来では価値があるかどうかがわかる。価値がある物の場合は髭が上に上がって大きく広がり、価値がない物の場合は髭が下に長く垂れ下がる。
作中では静香の持っていた映画スターのハンカチ（現在は無名だが、3年後は賞を受賞して人気が鰻上りになり、ハンカチは20万円の価値となる）や漫画家が描いた「コンポコポン」（漫画やグッズが売れており、ドラえもん達が貰ったキャラクターの絵も価値があったが、絵は玉子に捨てられた）はかなりの価値があったが、ドラえもんやジャイアンのマイクは「鑑定不能」と評されるほど価値がなかった（ドラえもんは「量産型の中古ロボット」「残念な一品」、ジャイアンのマイクは「汚いガラクタ」）。また、くじ付きの菓子で当たりかハズレかがわかる他、同じ商品でも価値の違いを見分ける事が出来る。

## フェスティバルーン
フェスティバルーン は、「フェスティバルーン」（2019年2月8日放送）に登場する。
開催したい祭りを専用のペンで紙に書いて機械に入れると、アドバルーンが製造され、たちまちその場所が紙に書いた通りのお祭り会場に変貌する。バルーンを割ると祭りは終わる。
複数の祭りを同時に機械に入れると、同じ場所で複数の祭りを開催することができる。
ただし、紙に書いて入れてもどういう内容で行わるのかはわからず、本人が思っていたのと違う内容になってしまう事がある。

## フットンダー
フットンダー は、「布団にのってふわふわり」（2019年3月15日放送）に登場する。
布団たたきのような道具。これで布団を叩くと空中に浮き、どこへでも飛んでいく。
布団から出たくない未来のぐうたらな人物が考えた道具。

## ブツブツ交換機
ブツブツ交換機（ブツブツこうかんき）は、「幸せな人魚姫」（2009年8月14日放送）に登場する。
ロボットの頭と2本の腕が付いた機械。2人の間で物々交換をする際に用いる。交換に応じない者を見ると説得を始め、すると交換を拒んでいた者はブツブツ言いながらも物々交換に応じるようになる。
声は中村千絵。

## ぶつぶつ交換機
ぶつぶつ交換機（ぶつぶつこうかんき）は、「ぶつぶつ交換機」（2014年6月20日放送）に登場する。
品物を物々交換でオークションにかけることができる道具。品物を台に載せると出品することができる。ボール状の通信機が3つあり、近所に飛び、オークションにかける物を宣伝する。入札したい人は10分以内に交換したいものを持ってきて通信機に「物々交換ブッツブツー‼」と言うと入札される（ただし、先着3名まで）。出品した人は3つの入札された品の中から1つを選び、交換できるが、選ばれなかった2つの品物は持ち主の手元に戻ってくる。
司会者のロボットの声は勝杏里。

## ふにゃふニャン
ふにゃふニャンは、「ふにゃふニャン」（2023年12月2日放送）に登場する。

## ブラックホールゴミ箱
ブラックホールゴミ箱（ブラックホールゴミばこ）は、「しかえしミサイルが飛んできた」（2012年11月23日放送）に登場する。
宝箱型の道具。この中に入れたものは、二度と取り出すことができない。

## プラ酢とマイナ酢
プラ酢とマイナ酢（プラすとマイナす）は「プラ酢とマイナ酢」（2020年4月18日放送）に登場する。
プラ酢をかけながらその中のふやしたいものを言うとふやすことができ、同じようにマイナ酢をかけるとへらすことができる。
作中で行ったのは以下の通り。
| 対象物         | 酢にかけたもの | 使用者             |
| -------------- | -------------- | ------------------ |
| ピーマン       | －             | ドラえもん         |
| エビ           | ＋             | ドラえもん         |
| 宿題の答え     | ＋             | のび太             |
| 雑草           | －             | のび太             |
| 土管           | ＋             | のび太             |
| 骨川スネ夫の髪 | ＋             | のび太             |
| 水             | －             | のび太             |
| 筋肉           | ＋             | のび太、ドラえもん |
| 泥の汚れ       | －             | しずか             |
| 〈肉〉         | 〈＋〉         | 〈のび太〉         |
| ピーマン       | ＋             | のび太のママ       |

## プラネタイジリウム
プラネタイジリウムは、「夜空に輝くピザ・ギョーザ」（2015年12月4日放送）に登場する。
天球のような機械。これを使用すると、現実世界の星を自由に動かすことが可能。星座を自作することもできるが、宇宙に影響を及ぼすため、この機械の真ん中についているボタンで元の位置に戻す必要がある。

## プレゼントのなる木
プレゼントのなる木（プレゼントのなるき）は、「暴走!プレゼントの木」（2015年5月15日放送）に登場する。
しずかに誕生日プレゼントを渡すために出した道具。ハートが描いてある鉢植えで、ハートの部分に送る相手の名前と目的を書いて1年間水を与え続けると、木が成長し、プレゼントの実がなる。どんなものができるかは不明だが、必ず相手が喜ぶものができる。作中では一度枯らしてしまったが、ドラえもんのポケットの中にあった栄養剤のようなものを全部かけると、緑の光を放って生き返った。その後自力でしずかの元へ行き、直接実を渡した。実の中身はしずかの大好物の焼き芋1個だった。

## ペタンコローラー
ペタンコローラーは、「ペタンコローラーでおひっこし」（2010年3月12日放送）に登場する。
回転粘着式カーペット清掃器具のような道具。この道具でなでた物体は、紙のように薄くなる。
同様の使用効果を得られる道具に、ペタンコアイロン、厚みぬきとりバリがある。

## 変形ライト
変形ライト（へんけいライト）は、「四角いドラえもん」（2011年2月25日放送）に登場する。
これから出る光を当てると、ものの形を変えることができる。

## 変身カチューシャ
変身カチューシャ（へんしんカチューシャ）は、「ボクのび子ちゃん」（2011年11月25日放送）に登場する。
男性が身に付けると女性に変身し、周りも女性と認識する。

## 変身レプリンター
変身レプリンター（へんしんレプリンター）は、「変身レプリンター」（2019年10月26日放送）に登場する。
これを指先につけてだれかをタッチすると、遺伝情報を記憶し、体つきや能力もふくめ、その人に変身することができる。変身には精神集中が必要で、疲れなどで乱れると記憶した相手がでたらめに混ざり合った姿に変化し続けてしまう。その場合、レプリンターを外せば元に戻れる。

## 望遠ミラー
望遠ミラー（ぼうえんミラー）は、「あべこべ惑星」（2009年7月3日放送）に登場する。
未来の望遠鏡。現代科学で観測不可能な位置にある天体をも見ることができる。観測対象の天体へは、#UFO型宇宙船で容易に赴くことができる。

## ポケット竜巻
ポケット竜巻（ポケットたつまき）は、「のび太の地底国」（2005年5月27日放送）に登場する。
ヒョウタンを象った道具。栓を抜くと竜巻が現われ、鉄筋コンクリート並みの強度を持つというおりたたみハウス群すら次々に破壊する。人間を巻き上げても無傷あるいは軽症で済む。この竜巻をコントロールできるか否かについては不明。栓を抜いた者の意志に従っていたのか、作中ではドラえもんが栓を抜き、ドラえもんの思い描いたとおりに動いた。

## ポップコーンハット
ポップコーンハットは、「怒りのポップコーン」（2014年10月24日放送）に登場する。
怒っている人にこのぼうしを被せると、その人の怒りが沈められ、ポップコーンができる。また、できたポップコーンの味は人によって異なり、のび太は塩味、玉子は激辛カレー味、スネ夫はコンソメ味、ジャイアンはジャイアンシチュー味、神成は塩味となった。
似たような効果の道具に感情エネルギーボンベがある。

## 星鑑賞用ケース
星鑑賞用ケース（ほしかんしょうケース）は、「天の川で星釣りを」（2018年7月6日放送）に登場する。
中に星を入れて鑑賞することが出来るケース。

## 星釣りオイル
星釣りオイル（ほしつりオイル）は、「天の川で星釣りを」（2018年7月6日放送）に登場する。
水面にたらすと本物の宇宙とつながる。

## 星釣りセット
星釣りセット（ほしつりセット）は、「天の川で星釣りを」（2018年7月6日放送）に登場する。
星を釣ることができる星釣り竿（ざお）、水面にたらすと本物の宇宙とつながる星釣りオイル、釣った星を入れておくビクのセット。

## 星釣りざお
星釣りざお（ほしつりざお）は、「天の川で星釣りを」（2018年7月6日放送）に登場する。
星を釣ることができる釣り竿。

## 星引き網
星引き網（ほしひきあみ）は、「天の川で星釣りを」（2018年7月6日放送）に登場する。
星を一気にとることのできる網。

## ほどほど宝島
ほどほど宝島（ほどほどたからじま）は、「ほどほど宝島」（2018年3月9日放送）に登場する。
宝探しを楽しむ為のセット。作中に登場したのは以下の通り。
コントローラー
レバー付きの箱。レバーでゲームの難易度を「ソフト」か「ハード」に変える事が出来る。「ソフト」の場合は穏やかに航海出来るが、「ハード」の場合は海が嵐になる。ゲーム中でも難易度を変える事が出来る。
宝島
火山の天辺のボタンを押すと巨大化する。丸太橋や流れが急な川等があるが、難易度が「ソフト」の場合は鉄橋やエスカレーター等が配置されている。
ホドホ
ピンク色のイルカ型ロボット。海や陸を泳ぐ事が出来る。顔つきや性格はゲームの難易度によって異なり、「ソフト」の場合は穏やか、「ハード」の場合はハードボイルドになる。帽子の中にひみつ道具が入っており、宝探しの時はホドホの道具しか使えない（「ハード」の場合は道具の数が少なくなる）。
声は柿原徹也。
パーティー用しりとり変身カプセル
ホドホが持つ道具。ドラえもんのひみつ道具「しりとり変身カプセル」と異なり、カプセルを飲んだ者達で順番にしりとりを行う。「ハード」の場合は「海の生物」に限定される。宝が見つかると元の姿に戻る。
風神うちわ
ホドホが持つ道具。ドラえもんのひみつ道具「風神うちわ」と同じだが、水中でも使用が可能。
宝箱
山の天辺や鯨の腹の中にある。難易度によって宝箱の中身が異なり、「ソフト」の場合は宝島限定ホドホグッズ（キーホルダー、コインチョコ、指人形、提灯、パズル等）が入っている。「ハード」の場合は高価なものに変わる。

## ほんもの折紙
ほんもの折紙（ほんものおりがみ）は、「ジャングル探検にはおり紙を」（2015年7月31日放送）に登場する。
伸縮自在の折紙で、これで折ったものは、なんでも本物のようになる。ただし紙のため、肉などに折って食べようとしたり、傘の形に折って雨しのぎをしようとすることはできない。
同様の道具にポップおりがみがある。

## ほんもの3Dメガネ
ほんもの3Dメガネ（ほんものスリーディーメガネ）は、「ほんもの3Dテレビ」（2010年9月17日放送）に登場する。
これをかけると、3D未対応テレビでも映像が飛び出して見える。また、飛び出しているものも（ファンタジーやアニメで登場しているものでも）つかむことができる（テレビに戻すことはできる。ただ、人間などを触ってしまったりして、その後「しばらくお待ちください」のテロップに差し替えられてしまうなどになると戻せない〈タクシーでスタジオに戻るなどしなくてはならない〉ので注意が必要）。

## ぼんのうボウシ
ぼんのうボウシは、「煩悩を追い払え!」（2021年12月31日放送）に登場する。

## マイナス磁石
マイナス磁石（マイナスじしゃく）は、「ドラえもんの100年タイムカプセル」（2012年4月27日放送）に登場する。
ドラえもんによれば、これを使うと磁力をなくすことができるというが、作中では使われなかった。

## 迷い道
迷い道（まよいみち）は、「オオカミ一家」（2007年3月2日放送）に登場する。
日本の道路標識#警戒標識を模した看板で、侵入されたくない場所の手前に設置して使用する。標識の形は上向き三角形で、図案は「つづら折りあり (206)」に似ている。この標識の先へ行こうとすると道に迷ってしまい、その先へ行けなくなる。

## まさつブラシ
まさつブラシは、「ツルリン! 先生がとまらない」（2010年2月19日放送）に登場する。
デッキブラシを象った道具。柄に「+」「-」のボタンスイッチが付いている。マイナスボタンを入れて、カーリングで行うスウィーピングのように地面をこすると、こすった部分の摩擦力が小さくなり、物体が滑りやすくになる。プラスボタンを入れてこすると元に戻る。
作中ではドラえもんが「摩擦がなくなる」と言っているが、本当に摩擦のない地面があるとすれば人間が直立することはできず、作中ではまさつブラシを使用した地面に人間が直立している描写がある。ゆえに本来は「摩擦が小さくなる」と言うのが正しく、公式サイト掲載の「ひみつ道具カタログ」でも後者で説明している。

## まるごとコピーカム
まるごとコピーカムは、「ちっちゃくても出木杉」（2022年7月16日放送）に登場する。
ビデオカメラのような見た目。このカメラで動画を撮ると、かんたんに手のひらサイズのミニチュアができる。また、ミニチュアは小さくても本物と同じ性能を持つ。

## マルクナール
マルクナールは、「四角いドラえもん」（2011年2月25日放送）に登場する。
これを飲むと、どんなに厳しい性格の人でも、優しくなる。また、カドバールで四角くなった体も丸くなる。

## 見栄っ張りプロフィール帳
見栄っ張りプロフィール帳（みえっぱりプロフィールちょう）は、「プロフィールを盛っちゃえ」（2021年4月3日放送）に登場する。

## Mr.クイズ
Mr.クイズ（ミスタークイズ）は、「アルティメットクイズショー」（2009年12月31日放送『大みそかドラえもん 映画30周年! 全部見せますスペシャル』内）に登場する。
クイズショーの舞台セットの作成、クイズの出題、クイズショーの司会を行うロボット人形。作中ではドラえもんの知らない間に勝手に起動し、「『映画ドラえもん』の30周年を記念した、世界一過酷なクイズショー」を企画した。
声はアナウンサーの野上慎平。道具名の表記は公式サイト掲載の「ミニコーナー」による。

## みせかけモノシリハット
みせかけモノシリハットは、「のび太はクイズ王」（2021年4月24日放送）に登場する。
?マークが描かれているシルクハット。この帽子を被った者がクイズ(なぞなぞ)を言うと、それを聞いた者は簡単なクイズでも難しく感じてしまう。あくまでクイズを難しく感じさせるだけであり、クイズが解ける道具ではない。

## 道案内ナビ
道案内ナビ（みちあんないナビ）は、「ちこくストップ大作戦」（2008年1月18日放送）に登場する。
前シリーズテレビアニメ第2作第1期のエピソード「ナビ・キャップ」に登場する道具「ナビ・キャップ」に似た機能を持つロボット。目的地までの最短ルートを案内してくれる。ただし細い路地、民家の中、塀の上、屋根の上といった、普通は人が通らないところを通ることになる。たとえば普段は登校に15分かかるところを、この案内に従えば5分で行くこともできる。
スタッフロールでの表記は「ナビロボ」。声はまるたまり。

## ミチサキステッキ
ミチサキステッキは、「走れドラえもん!銀河グランプリ」（2011年9月9日放送）に登場する。
これを分岐している道に使うと、正しい道に倒れる。しかし、たとえ下に爆弾などがあっても、それを含めた上でかは不明だが道先を変えることはない。

## ミニチュア消防車
ミニチュア消防車（ミニチュアしょうぼうしゃ）は、「海賊大決戦 南海のラブロマンス」（2007年6月28日放送）に登場する。
火をみつけると、自動的に急行してくれる小さな消防。ただし、水鉄砲なみのパワーしかない。

## ミニドラ専用ロケット
ミニドラ専用ロケット（ミニドラせんようロケット）は、「ちこくストップ大作戦」（2008年1月18日放送）に登場する。
目的地を指定すると、現在地からの方角と距離、および発射角度を自動的に算出し、5秒後に発射する。しがみつくなどして使用する。

## 未来のクリスマスカード
未来のクリスマスカード（みらいのクリスマスカード）は、「未来のクリスマスカード」（2018年12月7日放送）に登場する
このクリスマスカードにメッセージを書いて開くと、カードに書かれたメッセージどおりの世界に行ける。音楽が流れている間はその世界に居られ、音楽が終わると元の世界に戻れる。ただし、元の世界にいる者がカードを閉じたままにした場合、出られない恐れがある。
作中でドラえもん達が書いたクリスマスカードは以下の通り。
雪の国の妖精とダンスを楽しむ（ドラミ）
雪の国に移動し、妖精のダンスを見る事が出来る。妖精が持つ粉を浴びると、無生物に命が宿る（作中では雪だるまに使用）。
色々なクリスマスケーキを食べる（ドラえもん）
クリスマスケーキがたくさんある世界に移動する。クリスマスケーキの他にホイップクリームがデコレーションされたどら焼きがある。
夢の世界のクリスマスイルミネーションを楽しむ（静香）
夢の世界に移動し、ソリに乗りながらイルミネーションを見る。
大きなクリスマスつりを見る（のび太）
釣り堀に移動し、大きな外国人男性・クリスがマス釣りをしている所を見る。のび太は「大きなクリスマスツリーを見る」と書いたつもりだったが、誤字・脱字が原因でこうなった。
ジャイアンのクリスマスソングを聞く(ジャイアン)
天国のようなの世界に移動し、聖歌隊の格好をした数百人のジャイアン達やジャイアンにそっくりな天使達がクリスマスソングを歌う。音楽が終わった後、聖歌隊のジャイアン達が勝手にアンコールをし、ドラえもん達が元の世界に戻る中、ジャイアン達に囲まれたスネ夫だけ取り残されてしまった。
世界一の雪山でソリレースを楽しむ（スネ夫）
雪山に移動し、ソリに乗って滑るが、その雪山は世界一高くて険しい雪山（詳しい場所は不明）であり、崖や割れ目等の険しい場所を通る。

## 未来デパート通販マシン
未来デパート通販マシン（みらいデパートつうはんマシン）は、「恋するドラえもん」（2009年8月21日放送）、「のび太は世界にただ一匹」（2009年9月4日放送）に登場する。
『大長編ドラえもん のび太とロボット王国』に登場する未来デパート通販マシンに似た道具。
22世紀に存在する大型小売店「未来デパート」で販売する商品を、離れた場所や時代からでも手軽に注文できる通販用端末。ドラえもんはひみつ道具の購入にしばしば未来デパートを利用している。
注文した商品は瞬時にタイム小包で配送される。ウルトラ消臭スプレーのように、購入手続きはできても配送が認められていない商品も存在する。配送認可の下りていない商品は、未来デパートへ直接引き取りに行く必要がある。
「恋するドラえもん」での未来デパート店員の声は咲乃藍里。道具名の表記は字幕放送による。公式サイト掲載の「ひみつ道具カタログ」では「未来デパート通信マシン」と誤った名称で登録されている。

## ミラクルレンズ
ミラクルレンズは、「ミラクルムービーを撮ってみた」（2020年12月19日放送）に登場する。

## ミントデミント
ミントデミントは、「目ヂカラにご用心」（2021年5月29日放送）に登場する。
見た目はミンティアに似たミントタブレット。このミントを食べると目ヂカラが強くなり、見つめるだけでどんな相手にも信用してもらえるようになる。ミント味であり、食べた者や見つめられた者は風が突き通るように感じてしまう。大量に食べると効果が強くなり、相手を吹き飛ばすほどの衝撃波が出るが、炭酸飲料と一緒に食べると非常に強力になり、目からコンクリートを切断するほどの光線が放出され、食べた者は気を失ってしまう。
また、効き目が短い他、見つめられた相手側は目ヂカラに抵抗する事もあり、相手側が物理的な衝撃や痛みを受けると、目ヂカラが効かなくなる。

## 虫ぐんぐん
虫ぐんぐん（ムシぐんぐん）は、「虫ぐんぐん」（2023年7月15日放送）に登場する。

## ムシムシ操縦ハンドル
ムシムシ操縦ハンドル（ムシムシそうじゅうハンドル）は、「コンチュウ飛行機にのろう」（2009年7月17日放送）に登場する。
操縦桿を象った道具。この道具を使う前には、まずガリバートンネルなどで自らの身体を小さくする必要がある。その後、道具を任意の昆虫に向け、中央のまるいボタンスイッチを押すと、その昆虫の上に吸い寄せられ、ハンドルが昆虫の背中に固定される。昆虫は自在に操ることができ、たとえばバッタの場合は、地上走行、空中飛行を使い分けることができる。先ほどのボタンスイッチを再び押すと、昆虫から降りることができる。

## ムシムシヒーローベルト
ムシムシヒーローベルトは、「参上!ムシムシヒーロー!!」（2012年7月6日放送）に登場する。
未来のヒーローごっこに使われる道具。ベルトのバックルに虫を入れると、3分間だけ虫の能力を身に付けたヒーローに変身する。
作中で変身したヒーローは以下の通り。
クモマン
ドラえもんがクモで変身したヒーロー。スーツの色はピンクであり、体格はドラえもんと同じ。壁を上ったり、糸を出す事が出来る。
カマン
のび太が蚊で変身したヒーロー。スーツの色は黒であり、体格はのび太と同じ。空は飛べるが、飛び方がイマイチ。口の先が尖っており、風船を割るほど鋭い。
バッタマン
のび太がバッタで変身したヒーロー。スーツの色は緑であり、身長と足が長い。ジャンプ力は高いが、小回りが利かないのが欠点。
カマキリマン
のび太がカマキリで変身したヒーロー。スーツの色は黄緑であり、体格はのび太と同じ。両手が鎌になっており、物を持とうとすると、切断してしまうのが欠点。
テントウムシマン
のび太がテントウムシで変身したヒーロー。スーツの色は赤と黒であり、小太りな体格をしている。大人一人を担いで空を飛ぶ事が出来る。
アリマン
のび太がアリで変身したヒーロー。スーツの色は黒であり、小柄な体格をしている。自分に縛られているロープを引きちぎったり、大人一人を担いだ状態で速く走る事が出来る。

## 名画への道
名画への道は、「ピーちゃんが鳥獣戯画に!?」（2025年3月8日放送）に登場する。
これを絵のどこかにはると、そこが入口になって、その絵の中の世界に入ることができる。

## 名作劇場カメラ
名作劇場カメラ（めいさくげきじょうカメラ）は、「名作劇場カメラ」（2017年6月30日放送）に登場する。
ストロボ付きのカメラ。このカメラに役を設定して写すと、写った人はその役の服装に変わる。演技モードを設定する事で学芸会から舞台俳優並みの上手さにする事が出来る。もう一度シャッターを切ると元の姿に戻る。

## メカメラ
メカメラは、「ジャイアンVSメカジャイアン」（2018年2月16日放送）に登場する。
赤と黄色のカメラ。このカメラで人を写すと、取り出し口からその人物のロボットのプラモデルが出てくる。プラモデルは等身大であり、設計図を見て組み立てる。完成すると動いたり、喋ったりするが、性格や体力は元となった人物と同じになる為、アンテナを取り付けてコントローラーで操縦する必要がある。
メカジャイアン
ジャイアンをモチーフにしたロボット。両腕を伸ばしたり、ベルトのバックルからネズミのおもちゃを出したり、口からスピーカーを出して怪音波を出す。食事もできる模様。漫画やゲームを横取りするジャイアンをやっつける為、のび太とスネ夫が作ったが、アンテナを取り付けなかった為、本物のジャイアンと同じく、町内を暴れ回っていた。スネ夫の案でジャイアンと戦わせた結果、ジャイアンとの間に友情が芽生えた。

## メモリーローン
メモリーローンは、「メモリーローン」（2020年5月2日放送）に登場する。
思い出（記憶）と引き換えに金銭を貸し出す機械。端子を使用者の頭に当てると本体画面に思い出とその価格がリストアップされ、換金する思い出を指定すると表示額の金銭が出て来る。その代わり使用者の記憶からはその思い出が消えてしまうが、返金すれば元に戻る。
思い出の価格は使用者当人の捉え方や希少性によって上下し、嫌な思い出は価値がマイナス（消すためには逆に入金する）になる。出木杉はテストで100点取った思い出より、85点取った思い出の方が「反省して学ぶものがあった」意味から高価だった。
お笑いコンビのニモテンはこの道具から発想を得たとし、『マイナビ Laughter Night』で「思い出買い取り」というネタを披露している。
『映画ドラえもん のび太と空の理想郷』（2023年）では実際に使うことはなかったものの、ドラえもんがひみつ道具を整理する場面に再登場している。

## 文字よみとり機
文字よみとり機（もじよみとりき）は、「ドラえもんが生まれ変わる日」（2007年9月7日放送）に登場する。
ドラえもんのロボット学校時代の級友である、パワえもんが出した道具。判読困難な文字をこのレンズでのぞくと、自動的に字形を分析して読み取り、それを表示してくれる。
道具名の表記は公式サイト掲載の「ひみつ道具カタログ」による。

## 猛獣使い笛
猛獣使い笛（もうじゅうつかいぶえ）は、「どら焼き伝説を追え!」（2009年12月31日放送）に登場する。
吹くと猛獣をおとなしくさせることのできる横笛。対象となる「猛獣」には気性の荒い人間も含まれる。猛獣がおとなしくなるのは横笛を吹いている間だけで、吹くことをやめると無効になる。
本放送の作中では「もうじゅうつかいぶえ」と発音しているが、公式サイト掲載の「ひみつ道具カタログ」での英字表記は「MOJYU TSUKAI FUE」（「もうじゅうつかいふえ」と読める）となっている。

## モテモテール
モテモテールは、「モテモテール大作戦」（2011年6月3日放送）に登場する。
フェロモンが含まれているハート型のスプレー缶。自分に吹き付けることによって文字通り異性にもてるようになる（老人や動物さえも）。掛ければ掛けるほど効果範囲や効力は拡大するが、異性の恋愛感情だけではなく独占欲もアップする。そのために一歩間違えると集まってきた人々の嫉妬や怒りを買い、袋叩きにされる可能性がある。またしずかに対して使用した際（宿題を共同で行いたい）にはしずかの愛情が『安易に手伝うのはのび太にとっていいことではない（今はあえて距離を置くべき）』という考えに向かったために寄って来ることはなかった。

## モドキスプレー
モドキスプレーは、「カニ食べたい!」（2013年1月18日放送）、「マツタケ食べたい!」（2015年11月13日放送）に登場する。
変えたいものを言ってこのスプレーをかけると見た目だけ言ったものになる。
モドリスプレー
「モドキスプレー」の効果を打ち消す道具。

## 物語トンネル
物語トンネル（ものがたりトンネル）は、「シンデレラはどこいった?」（2010年6月4日放送）に登場する。
テレビ画面や書籍に貼り付けて使用する小型のトンネル。物語の世界の、トンネルを貼り付けた場面へ入り込むことができる。トンネルを貼り付けている間は、物語世界と現実世界とをつなぐ異空間通路ができ、物語世界には異空間通路への入り口となる穴ができる。つまり、現実世界の住民が物語世界へ行くことはもちろん、逆に物語世界の住民が現実世界へ行くこともできる。
片方の世界の住民の誰かがもう片方の世界へ行ったままの状態で、トンネルを取り外すと、別の世界へ行った者は元の世界へは永久に戻れなくなる。物語の重要人物が現実世界に行ったまま、トンネルを取り外した場合、その物語が変わることになる。物語改変の影響範囲は、トンネルを直接使用した媒体に限られるのか、世界規模の広範囲になるのかは具体的な説明がない。ただし尋常でない焦りを見せるドラえもんの様子から、物語改変の影響は広範囲に及ぶ可能性がある。
物語世界の重要人物が現実世界へ行き、再び物語世界へ戻ったとしても、完全にもとのままにはならず、現実世界での経験が少なからず物語に影響する。ドラえもんは、物語の重要な結末が大して変わらなければ問題ないとしている。

## もりあげ観客団
もりあげ観客団（もりあげかんきゃくだん）は、「さようならスネ夫…」（2008年2月1日放送）に登場する。
チアリーダー姿の小さなロボット6体のセット。任意の者の付近に常駐し、その者を盛り上げる。

## ヤセールトンネル
ヤセールトンネルは、「ドラえもんがダイエット!?」（2009年5月29日放送）に登場する。
片方の穴の付近には太った人物のシルエットが、もう片方の穴の付近にはやせた人物のシルエットが描かれているトンネル。太った人物のシルエットが描かれたほうから入り、やせた人物のシルエットが描かれたほうから出ると、入った者が太る。逆から入ると、入った者がやせる。
同じくトンネル型の道具であるガリバートンネルは、大きい穴から入って小さい穴から出ると体が小さくなるもの。作中では、ドラえもんはガリバートンネルを使い慣れていたためか、やせるつもりで太った人物のシルエットが描かれたほうから入り、誤って太ってしまった。使い方を誤りやすい道具といえる。

## 屋台かんばん
屋台かんばんは、「お花見！屋台かんばん」（2025年4月5日放送）に登場する。
このかんばんに好きな屋台の名前を書くと、その屋台が出現（しゅつげん）する。必要な用具も材料もすべてそろっているが、作るのは自分。

## やりクリ
やりクリは、「やりクリしてハワイ旅行」（2013年4月26日放送）に登場する。
槍を持った栗型のロボットのような道具で、期間と目標を言って口の中にお金を入れれば、それを達成するための節約の方法を徹底的に教え、実行させる。緊急停止ボタンを押せば解除されるが、これまでの期間がリセットされて再開されることになる。
声は三田ゆう子。

## やりくりアリ
やりくりアリは、「やりくりアリでリサイクル」（2014年12月5日放送）に登場する。
ピンク色の箱の中に巣があり、その中にいるアリロボットに、マイクで欲しいものを頼むと、穴から「やり、くり」と言いながらアリロボットが出てきて、原料となるゴミを集め、それから頼んだものを作りだす。ドラえもんによると、「原子の配列から」作り直すことができるため、同じ元素の材料さえ揃えば作ることが可能。ただし、服を脱いで置いたつもりでもアリロボットがそれをゴミと見做し、巣の中に持って行ってしまう。赤いボタンを押すと作ったものが原料に戻るが、それまでに作ったものは全て元に戻ることになる。

## ヤルキミナギルン
ヤルキミナギルンは、「ドラミの最悪の一日」（2008年12月5日放送）に名前のみ登場する、ドラミの道具。
やる気が出ないときに使用する。道具名の表記は字幕放送による。

## UFO型宇宙船
UFO型宇宙船（ユーフォーがたうちゅうせん）は、「あべこべ惑星」（2009年7月3日放送）に登場する。
#望遠ミラーで観測した天体へ簡単に赴くことのできる宇宙船。原作では、天球儀で観測した天体（実際の天体を超技術でミクロコピーしたもの）へ簡単に赴くことのできる宇宙船として同様の道具が登場するが、同じものであるかは不明。
道具名は本放送では無名で、公式サイト掲載の「ひみつ道具カタログ」にて発表された。

## ユーメー人
ユーメー人（ユーメーじん）は、「のび太の中ののび太」（2009年8月7日放送）に登場する。
使用者の望む夢を見ることのできる機械。モニターテレビに操作系統があり、コンフィグはそれを用いて行う。睡眠には付属の枕を用いる。しかし夢の世界が使用者当人にとってあまりに居心地のいい設計になっているため、気の済むまで眠り続けてしまうことがある、ということが既知の問題として知られている。
使用者を夢から覚ますには、他者が夢の世界へ侵入し、奥にいる使用者を説得して夢を終わらせる、という方法がある。そのためにはまずモニターテレビを操作し、夢の世界への入り口を枕から出現させる。するとそこから他者が侵入することができる。ただし夢の世界へ侵入した者が生還できる保障はない。使用者が完全に心を閉ざしてしまうと、夢の世界が闇に飲まれてしまう。完全に闇に飲み込まれた場合、残された侵入者がどうなるかは明らかにされていない。
そういうときのために、この道具には手のひらサイズの緊急脱出用ボタンスイッチが数個付属している。これを携帯して夢の世界へ侵入し、身に危険が迫った場合などにボタンを押せば、手軽に緊急脱出することができる。ただしこのボタンスイッチは地面に叩きつけるだけで簡単に破壊でき、強度に問題がある。
表記は公式サイトのあらすじにて。

## ゆうレイ
ゆうレイは、「決戦! ジャイアンvsオバケ軍団」（2012年7月27日放送）に登場する。
レイのような形の道具。首に掛けると10分間だけお化けや妖怪に変身することができる。また、お化けレベルのボリュームを調節することもできる。変身は道具の気分次第によるものなので、どんなものに変身するかは使ってみないと分からない。
作中ではドラえもんが化け猫、ろくろ首、のび太がのっぺらぼう、大入道、スネ夫が河童、ドラキュラ、からかさ小僧、しずかが雪女、ミイラ女に変身した。

## 雪あそびロボット
雪あそびロボット（ゆきあそびロボット）は、「巨大ロボットで雪あそび!?」（2023年1月14日放送）に登場する。

## 雪かきロボット
雪かきロボット（ゆきかきロボット）は、「巨大ロボットで雪あそび!?」（2023年1月14日放送）に登場する。

## 妖怪クリームセット
妖怪クリームセット（ようかいクリームセット）は、「寒い日は雪女になろう!」（2015年1月9日放送）に登場する。
それぞれの妖怪の絵が描かれた箱に入っている。中身はオオカミ男、雪女、ドラキュラ、もどしクリームの4つ。男女関係なく効果がある。もどしクリーム以外を顔に塗ると、それぞれの妖怪になる。
雪女の妖怪クリーム
身体や髪が白くなり、息を吐くと物が凍る。塗り過ぎると、髪が長く伸びる。
オオカミ男の妖怪クリーム
丸いものを見ると、オオカミの姿になる。
同様の道具に「おおかみ男クリーム」が存在する。しずかが雪女の妖怪クリームと間違えて塗ってしまったが、オオカミの温かい毛皮に包まれていたおかげでのび太にもどしクリームを無事届ける事が出来た。
ドラキュラの妖怪クリーム
作中では使われていない。
もどしクリーム
塗ると元に戻る。

## 横綱ベルト
横綱ベルトは、「ピーちゃんが鳥獣戯画に!?」（2025年3月8日放送）に登場する。

## 四次元鑑賞ケース
四次元鑑賞ケース（よじげんかんしょうケース）は、「天の川で星釣りを」（2018年7月6日放送）に登場する。

## 呼び出しポンプ
呼び出しポンプ（よびだしポンプ）は、「だから、ユーレイは出た」（2009年7月31日放送）に登場する。
絵本などに取り付けて用いる小型の機械。取り付けてスイッチを入れると、書籍内の登場人物が機械の中で実体化され出現する。絵本に取り付けると物語の主人公が、図鑑の場合はさまざまな動物が出現する。
妖怪の図鑑に取り付けた場合は、幽体も図鑑に書かれているとおり忠実に再現される。作中ではろくろ首、河童、岸涯小僧、からかさ小僧、煙々羅、天井下り、幽霊、ひょうすべ、うわん、水虎、陰摩羅鬼と見られる妖怪が出現している。
また取り付ける際に強い衝撃を伴うと、その衝撃でスイッチが入ってしまうことがある。なんらかの偶然が働いて、強い衝撃とともに書籍に装着してしまうと、勝手にスイッチが入って書籍の登場人物が勝手に呼び出されてしまうという危険がある。

## 楽園シミュレーター
楽園シミュレーター（らくえんシミュレーター）は、「恋するドラえもん」（2009年8月21日放送）に登場する。
モニターテレビに大きな球形アンテナと大きな操作レバーが付いたような形の機械。操作中は派手な機械音や派手な光が出る。
道具名や、何に使う道具なのかといった説明は作中では一切描かれていない。公式サイト掲載の「ひみつ道具カタログ」では道具名のほか、「自分の好きなように空間を組み合わせて、楽園を作ることができる道具」という説明文を掲載している。

## らくがおペン
らくがおペンは、「ドラえもんに落書き」（2013年12月6日放送）に登場する。
これを使って誰かの写真に落書きすると、その人の顔にもその落書きが反映される。その落書きは水でも落ちず、専用の「とりけしゴム」で写真の落書きを消さないと絶対に消えない。

## らくらく築城セット
らくらく築城セット（らくらくちくじょうセット）は、「うら山の無敵城」（2024年3月2日放送）に登場する。
実物大のお城を、自分好みに作ることができる道具のセット。できあがった城の中に住むこともできる。

## 楽々バーベキューセット
楽々バーベキューセット（らくらくバーベキューセット）は、「楽々バーベキューセットはラクじゃない」（2015年7月24日放送『夏祭りだよ!ドラえもん 1時間スペシャル』内）に登場する。
これを使うと、どんな人でも楽にバーベキューができる。ラクラクモード、ハラハラモード、ムリムリモードの3つのモードがあり、ラクラクモードはほぼ自動で調理などをしてくれるが、ハラハラモード以降は様々な苦労をしなくてはならなくなり、ハラハラモードは自分たちで食材を取りに行かないとならず、ムリムリモードは、原始時代のような場所に移動する仕組みになっている。
この道具はサバンナの高橋茂雄が考案したもので、専用のボイスが収録されているという設定があるが、その声も高橋自身が担当。

## ラッキーやかん
ラッキーやかんは、「ラッキーやかん」（2015年5月22日放送）に登場する。
ドラえもんの台詞では「これを持っていると、幸運が集まる」としていた。しかしこれはドラえもんの虚言であり、実際はのび太の部屋の隣の物置にあった普通のやかん。だがのび太が持っていると、本当に幸運がたくさん訪れた（逆にドラえもんが持つと不幸の連続だった）。終盤にドラえもんの道具で風船になり、どこかへ飛んで行った。
同様にドラえもんの虚言に登場する道具にシャラガム、ウルトラ・スペシャルマイティ・ストロングスーパーよろいがある。

## 立体パズルハンマー
立体パズルハンマー （りったいパズルハンマー）は、「立体パズルハンマー」（2019年8月23日放送）に登場する。
外見はピコピコハンマー。このハンマーに付いているダイヤルでピースの数を設定して物体を叩くと、その物体が設定した数のピースとなってバラバラになり、立体パズルとして遊べるようになる。組み立てると元に戻る。液体入りの器を叩いた場合、液体は固体となり、組み立てると元の液体に戻る。なお、パズルとして遊ぶだけでなく、スイカをピースにして冷蔵庫の中の隙間に収納したり、障害物をピースにして道を通りやすくしたりと様々な使い道がある。
生物にも効果があり、ハンマーを叩かれた生物は仮死状態でピースになり、部位が完成すると喋ったり、動くようになる。

## 立体ペインター
立体ペインター（りったいペインター）は、「夏だ!山だ! 野比家のキャンプ」（2018年6月1日放送）に登場する。
赤、青、黄、白の4色のカートリッジがセットされたペイントガン。引き金を引くと、ひも状の絵の具が出てきて、好きなように描く事が出来る。描くと本物になって出てくる。
ただし、水性である為、水に濡れると溶けてしまう。また、食べ物を描いても、味までは本物にならず、味は不味い。

## ルリィ
ルリィは、「のび太を愛した美少女」（2009年6月26日放送『ドラえもん 1時間お26スペシャル（1じかんおふろスペシャル）』内）に登場する。

## 列車用すごろくセット
列車用すごろくセット（れっしゃようすごろくセット）は、「のび太特急と謎のトレインハンター」（2015年9月4日放送）に登場する。
列車内ですごろくができる道具。カードを引くと（「○のつく駅まで――」と書かれている。「○」にはひらがな1文字、「〜」には変身するものに関連した言葉が入る）、カードに書かれているものに変身する。その変身した能力はすごろくのコマ（コマを動かす人をそのままコマにしている）だけでなく、現実でそのコマを動かす人にも反映される。なお、変身している間は脱げないが、「○」の部分が使用されている駅を列車が通過するか目的地に着くと元の姿に戻る（元に戻ったらまたカードを引く）。すごろくは2個のサイコロを同時に振り、出た目の合計分だけ進める。マスには盗賊やドラゴンが登場し、プレーヤーに攻撃してくる。
作中で変身したのは以下の通り。
お姫様
「やのつく駅までお姫様」で変身。水色のドレスを着用する。
騎士
「ちのつく駅まで無敵」で変身。西洋の甲冑を着用。攻撃だけでなく、「1回休み」などのペナルティも無効にできる。
王子様
「めのつく駅まで大威張り」で変身。
ウサギ
「ものつく駅までピョンピョンピョン」で変身。ウサギの着ぐるみを着用する。
透明人間
「みのつく駅までいないいないばぁ」で変身。体や服が見えなくなる。
タヌキ
「おのつく駅までポンポコリン」で変身。タヌキの着ぐるみを着用する。

## ロックロックハンマー
ロックロックハンマーは、「ロックロックハンマー」（2021年6月26日放送）に登場する。
このハンマーの平たい部分で叩くと、叩かれたものは石に包まれる。尖った部分で叩くと、包まれていた石が割れてものを取り出せる。

## わたがし雲メーカー
わたがし雲メーカー（わたがしぐもメーカー）は、「わたがし雲メーカー」（2019年7月5日放送）に登場する。
漏斗の形をした道具。これを雲に差し込んで、わたがしの素を入れると、雲がわたがしになる。
わたがしは雲によって食感が異なる他、いくら食べてもお腹に溜まらない。さらにわたがしの素と一緒に食べ物を入れると、同じ味と形のわたがしができる。ただし、雷雲に使用すると、イメージ再現装置が故障し、暴走する恐れがある。また、わたがしが水に濡れると、ドロドロに溶けてしまう。